# Пінакотека Брера
Бре́ра, також Національна пінакотека Брера (італ. Pinacoteca di Brera) — пінакотека, тобто картинна галерея в Мілані (Італія), в якій знаходиться мистецька збірка творів європейських художників (Рафаеля, П'єтро да Кортона, Джованні Белліні, Веронезе, Джамбаттісти Піттоні, Тінторетто, Рембрандта, Рубенса, Ван Дейка та інших). Переважають твори італійських майстрів і митців, пов'язаних з Міланом і Ломбардією.
Брера як музей заснована в кінці XVIII століття в палаці, який був збудований в XVII столітті. Відкрита для широкого загалу в 1809 році.

## Історія виникнення
В столиці Ломбардії працювали Леонардо да Вінчі, Арчімбольдо, Вітторе Гісланді та інші.
Як відомо, Ломбардію і Венецію захопили війська Наполеона. Серед нових установ виникають і великі збірки картин. Обумовлено це ще й тим, що французька влада в Північній Італії позакривала багато церков та монастирів. Католицька церква Італії століттями була головним замовником художніх творів, а деякі митці були ченцями монастирів.
Саме в монастирях та церквах і утримувалась найбільша кількість мистецьких творів. Друге місце посідали палаци князів світських чи церковних.
Влада загарбників-французів створила комісію, яку очолив художник Андреа Аппіані (1754—1817). Комісія місяцями переглядала майно закритих церков та монастирів і забирала найцінніше.
Місцевість біля Мілану з назвою Брера відома з середньовіччя. У XVII столітті тут будують величний палац у стилі бароко (архітектор Франческо Маріо Рікіні). Саме в цей палац і повезуть художні скарби з закритих церковних установ.
Італійців знають у світі як творців картин олійними фарбами. Це так. Але більшість майстрів Італії — фрескісти і займалися стінописом у церквах та монастирях. Якщо картини продавали за кордони століттями, то фрескам Італії пощастило більше. Майже всі вони залишилися на батьківщині. Фрески італійських художників й досі рідкість в музеях по-за межами Італії.
Комісія Аппіані це добре знала і поздирала зі стін закритих церков і фрески. Їх теж позвозили в палац Брера. Так виникла унікальна колекція ломбардських фресок в музейному закладі.

## Відкриття галереї Брера
Для розміщення фресок з закритих церков та монастирів, перебудували сусідню церкву Санта Марія ді Брера в наполеонівську добу. Картини розмістили в палаці на другому поверсі. Перший поверх зайняла Міланська Академія мистецтв. Відділенням Академії спочатку й була галерея Брера. Повну самостійність вона отримала у 1882 році, але залишилася в тих же палацових залах.
Урочисте відкриття галереї відбулося 15 серпня 1809 року.

## Відділи галереї Брера
- Фрески Ломбардії XV—XVI століть.
- Живопис Венеції та області Венето XV—XVI століть.
- Ломбардський живопис XV—XVII століть.
- Регіональні мистецькі центри Італії XV—XVI століть.
- Живопис Італії XVII століття.
- Живопис майстрів інших країн XVII століття.
- Живопис Італії XVIII століття.
- Живопис Італії XIX століття.

## Найкоштовніші фрески Ломбардії
Серед найдавніших — фрески XIV століття з каплички Мокіроло, рідкісний зразок фресок Ломбардії навіть в галереї Брера. Їх заповідали галереї у 1950, тобто процес поповнення галереї продовжується.
Майстер з Брешії Вінченцо Фоппа — автор фрески «Тортури св. Себастьяна» XV ст. Окрім нього тут фрески художників Бергоньйоне, Гауденціо Феррарі, Брамантіно, учня Леонардо да Вінчі — Бернардіно Луїні («Мадонна в розарії»). Перенесли до Брери й фрески Луіні з вілли Пеллукі на світські сюжети.
Навіть геніальний архітектор Донато Браманте репрезентований фрескою («Філософи Геракліт та Демокрит»). Колись цю фреску (разом з іншими) зняли зі стін приватного на той час будинку. З 1901 року вони знаходяться в галереї Брера.

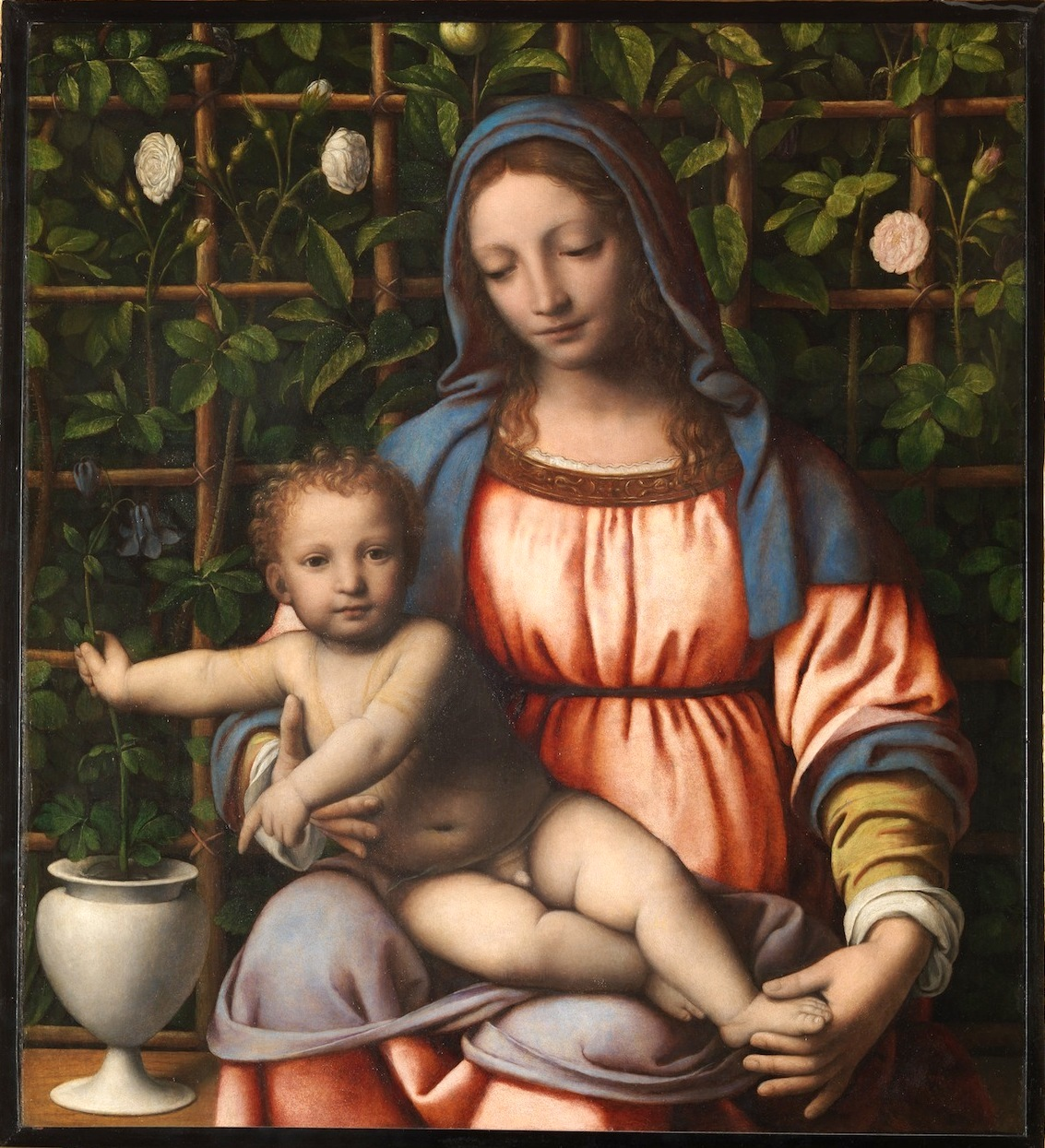
Бернардіно Луїні. «Мадонна в розарії», бл. 1510
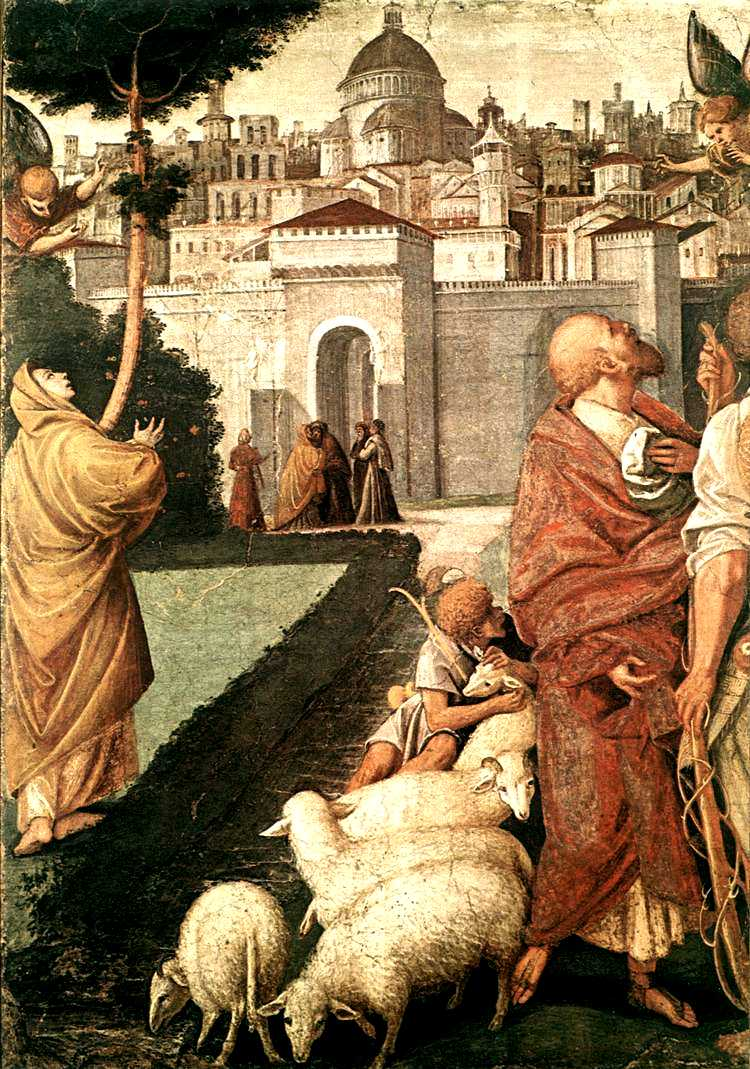
Гауденціо Феррарі. Фреска «Істоія Іоакима та Анни», бл. 1445
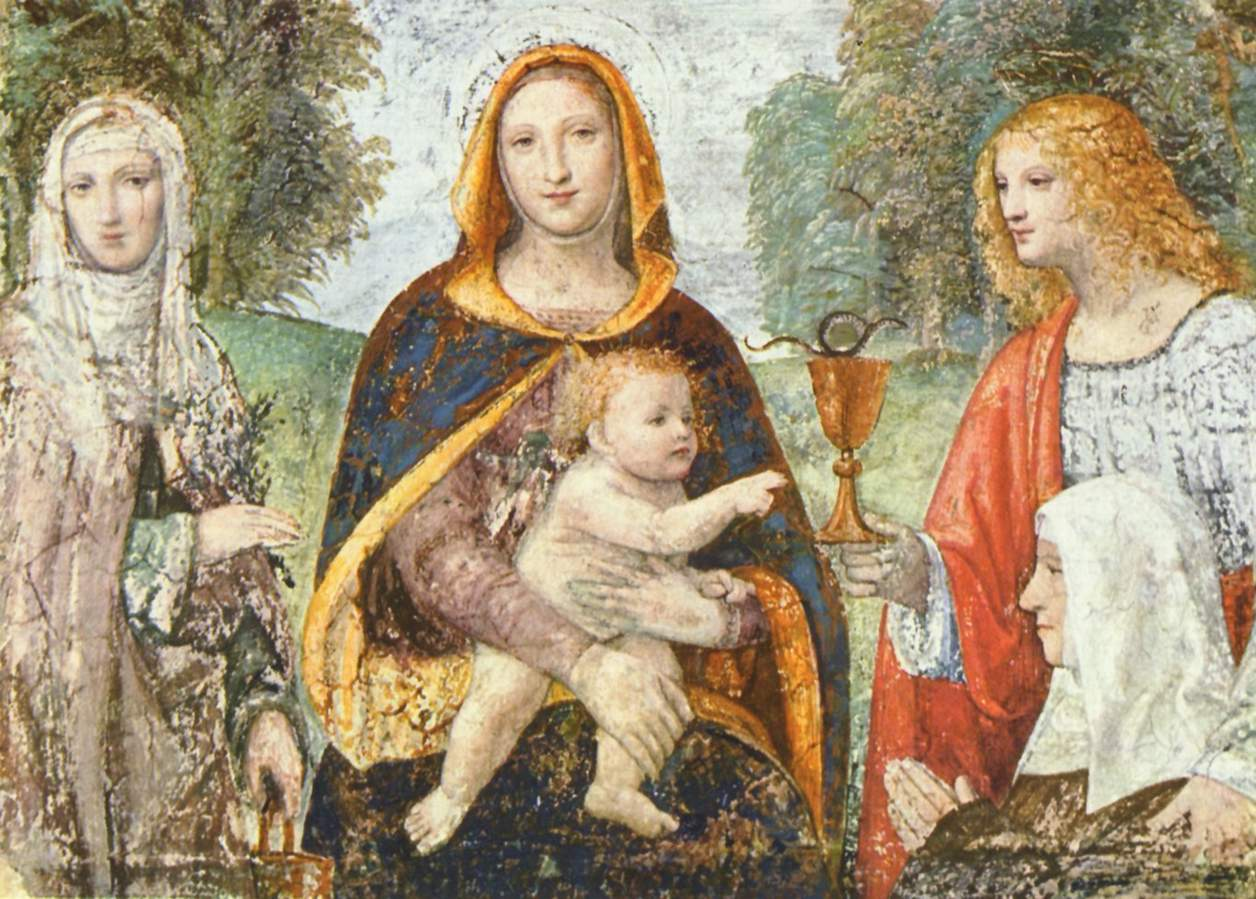
Бернардіно Луїні. Фреска з церкви «Мадонна зі святими і донаторкою», 1518

## Брера і Леонардо да Вінчі

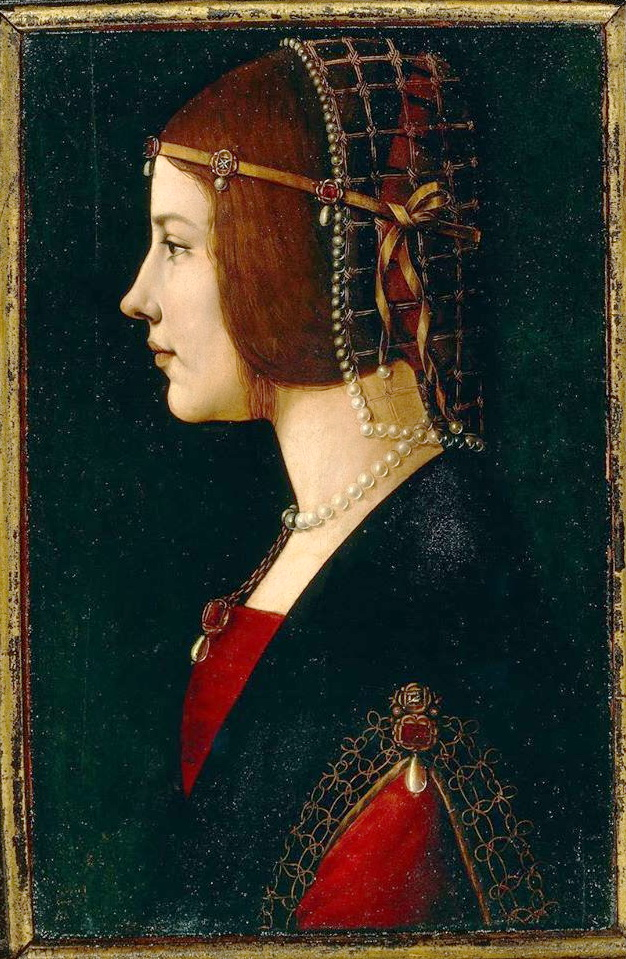
Беатріче д'Есте (?)

Леонардо да Вінчі як художник залишив по собі занадто мало картин. Музейні збірки, що мають твори Леонардо, можна перелічити на пальцях рук. Збірки розташовані в Польщі, Франції, Великій Британії, Росії. У 20 столітті до них приєдналися Сполучені Штати. Рукописи Леонардо придбали Білл Гейц та музей Хаммера.
Має свого Леонардо і галерея Брера. Це ранішній портрет жінки у профіль. Дослідники вважають, що це рано померла Беатріче д'Есте. В Мілані можна подивитися ще на один всесвітньо відомий твір Леонардо — фреску в трапезній церкви Санта Марія делла Граціе. Фреска «Таємна вечеря» в церкві затьмарила своєю славою портретну роботу у Брері.

## Живопис Венеції та Венето
Тут що не ім'я, то сторінка з енциклопедії мистецтва Західної Європи: Вітторе Крівеллі , Чіма да Конельяно, Джентіле Белліні… І одної роботи цих майстрів вистачило б, щоб прикрасити хоч яку музейну збірку.
Робіт іншого художника Джованні Белліні — три, дві з котрих шедеври — це «Мадонна з грецьким написом», «Оплакування Христа» (П'єта).
Брера має картини Андреа Мантеньї, Лоренцо Лотто, Паріса Бордоне. Генії Венеції представлені теж — Тиціан Вечеллі, Якопо Тінторетто, Паоло Веронезе. Про кожного існує бібліотека на багатьох мовах світу.
Серед ранішніх робіт Рафаеля Санті — «Заручини Діви Марії». Для неї зробили виняток і експонують в маленькому залі-капличці окремо від усіх.
Твори митців області Венето менш цікаві, та серед них нема відсутніх : Джованні Джироламо Савольдо, Моретто, Мороні та інші. Джованні Баттіста Мороні з тих майстрів, яких шанують окремо. І є за що. Досить звикло бачити на портретах дожа в оксамитових шатах чи можновладця в дорогій перуці. А — ремісника? Та ще й на окремому портреті?
Мороні однаково поважно ставився до всіх замовників, не зважаючи на місце особи в суспільній ієрархії. Він з тих, хто цінує людську гідність у кожного її носія. Тому стільки поваги викликає навідомий на портреті кравця пензля Мороні, та не в Брері, а в Лондоні. Твори Мороні давно поціновують в усьому світі.

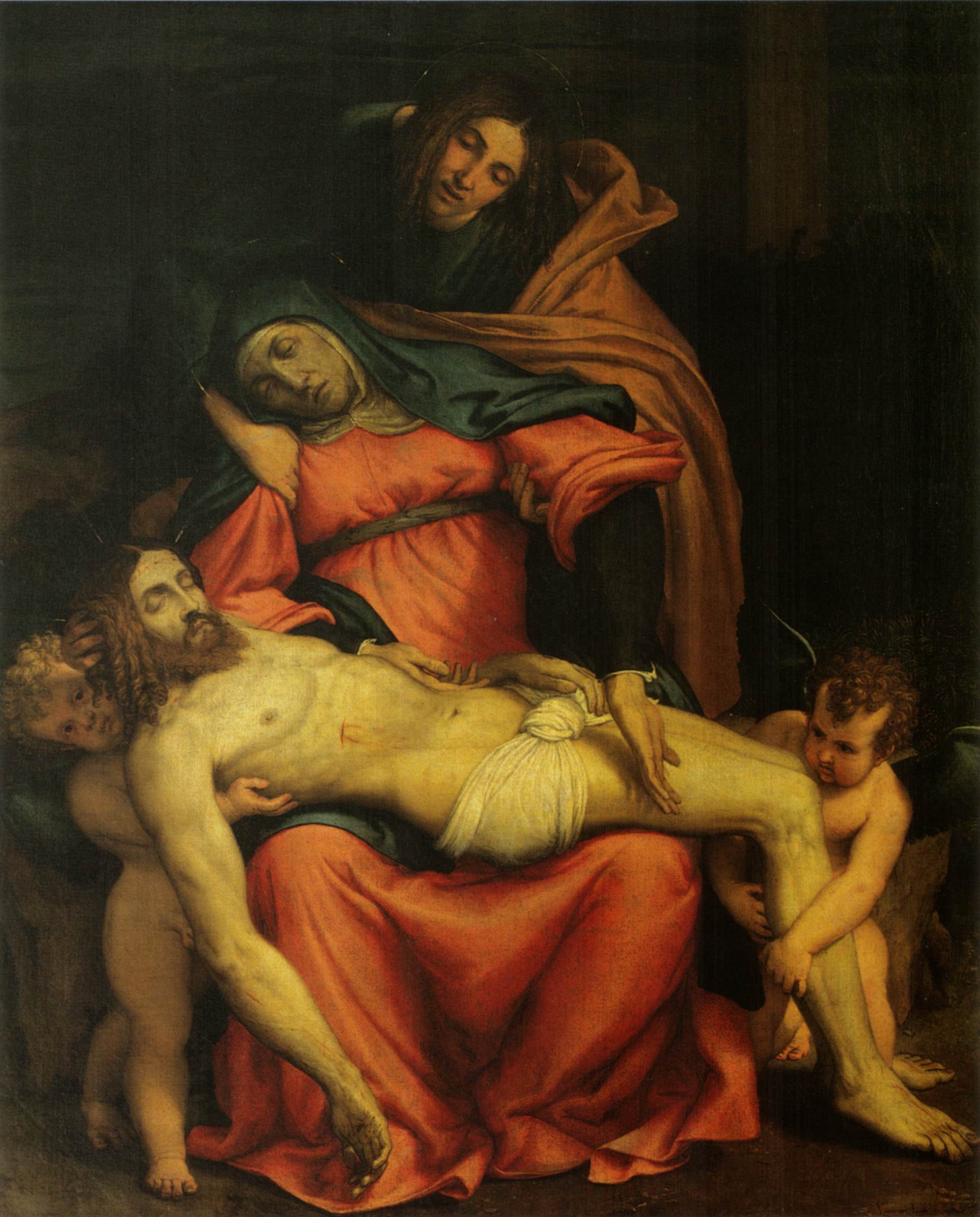
Оплакування Христа (Лоренцо Лотто)
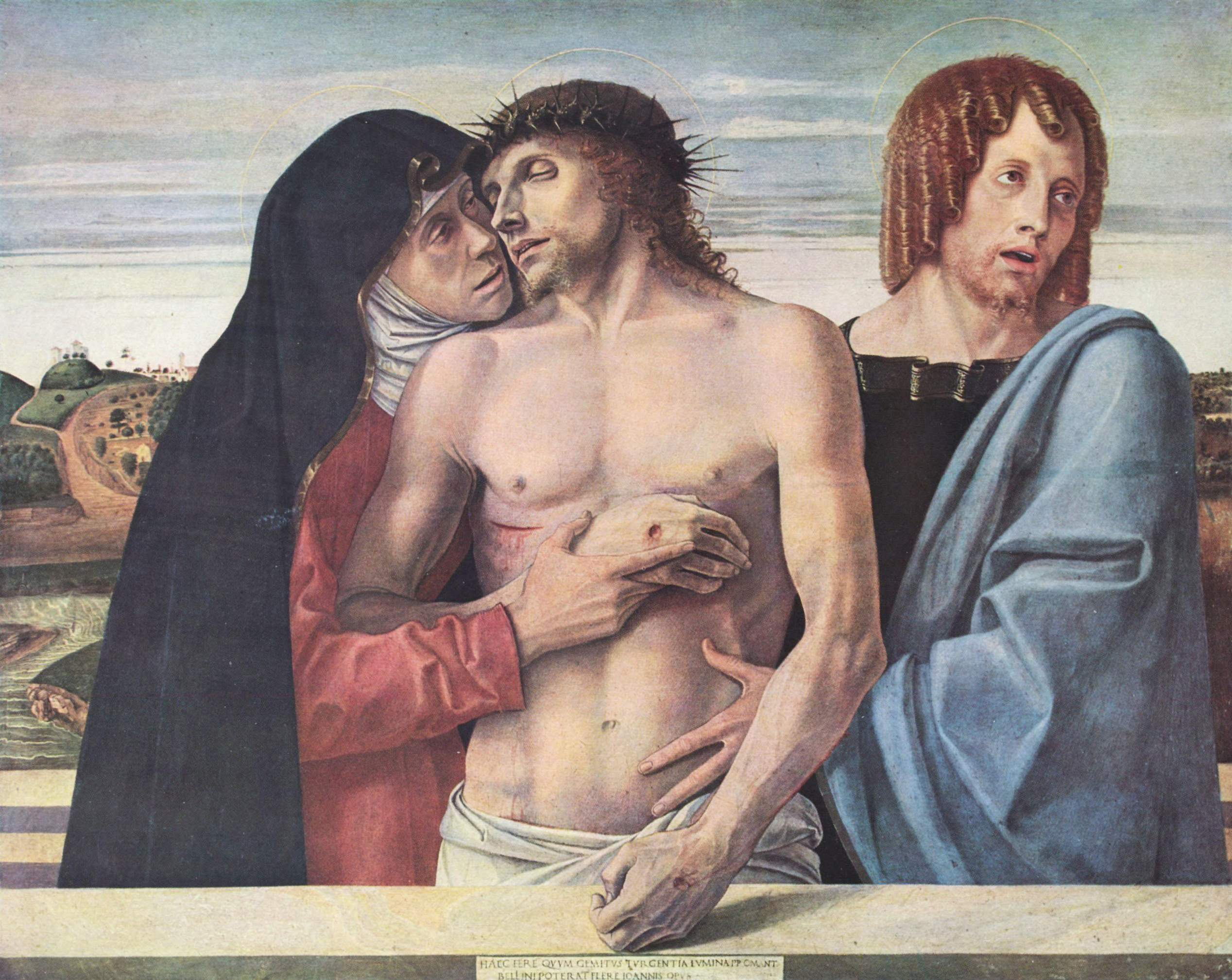
Дж.Белліні ,П'єта, бл. 1465
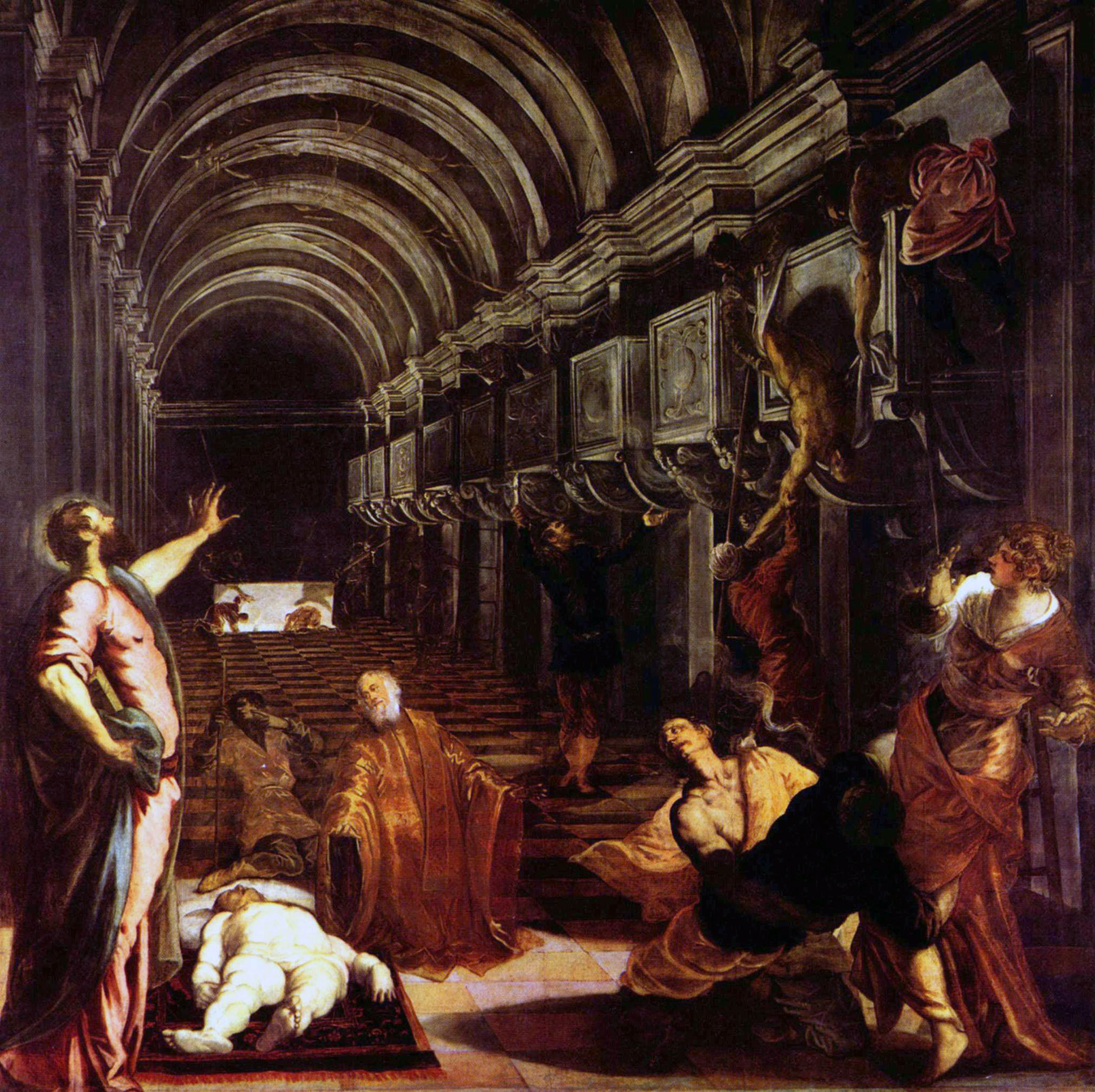
(1548)Тінторетто. Віднайдення праху св Марка в Олександрії (Диво св. Марка)
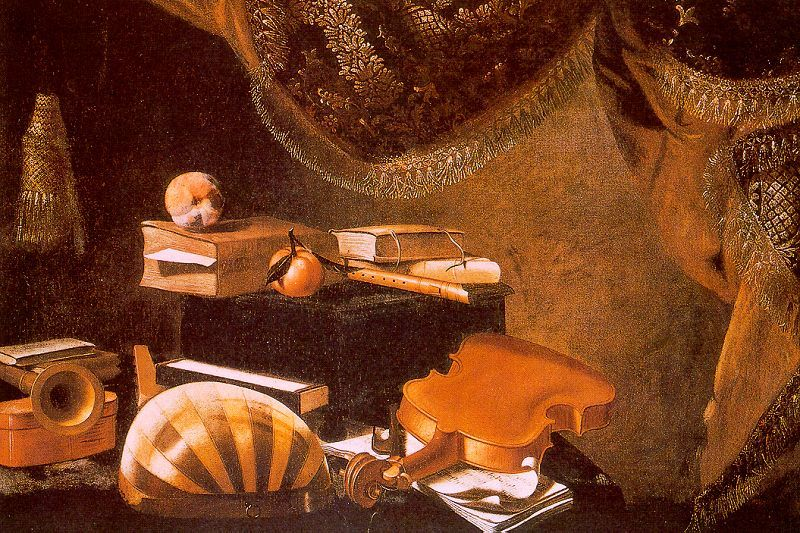
Еварісто Баскеніс, Музичні інструменти, книги та фрукти
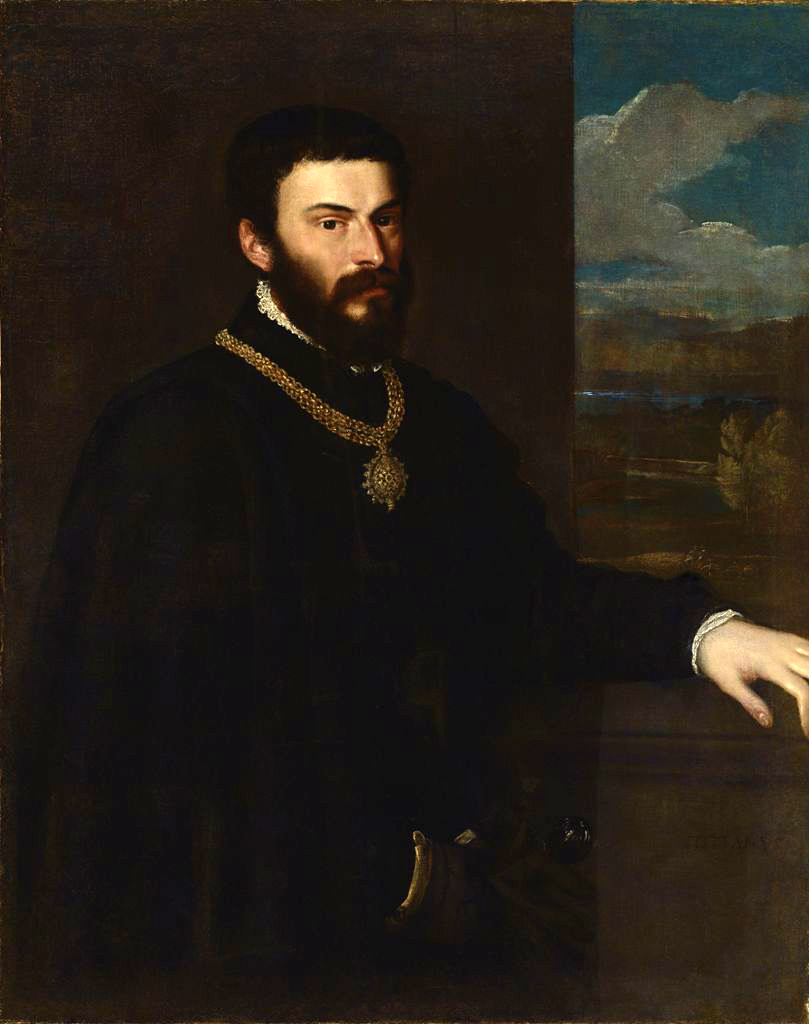
Тиціан. «Портрет графа Антоніо Порча»
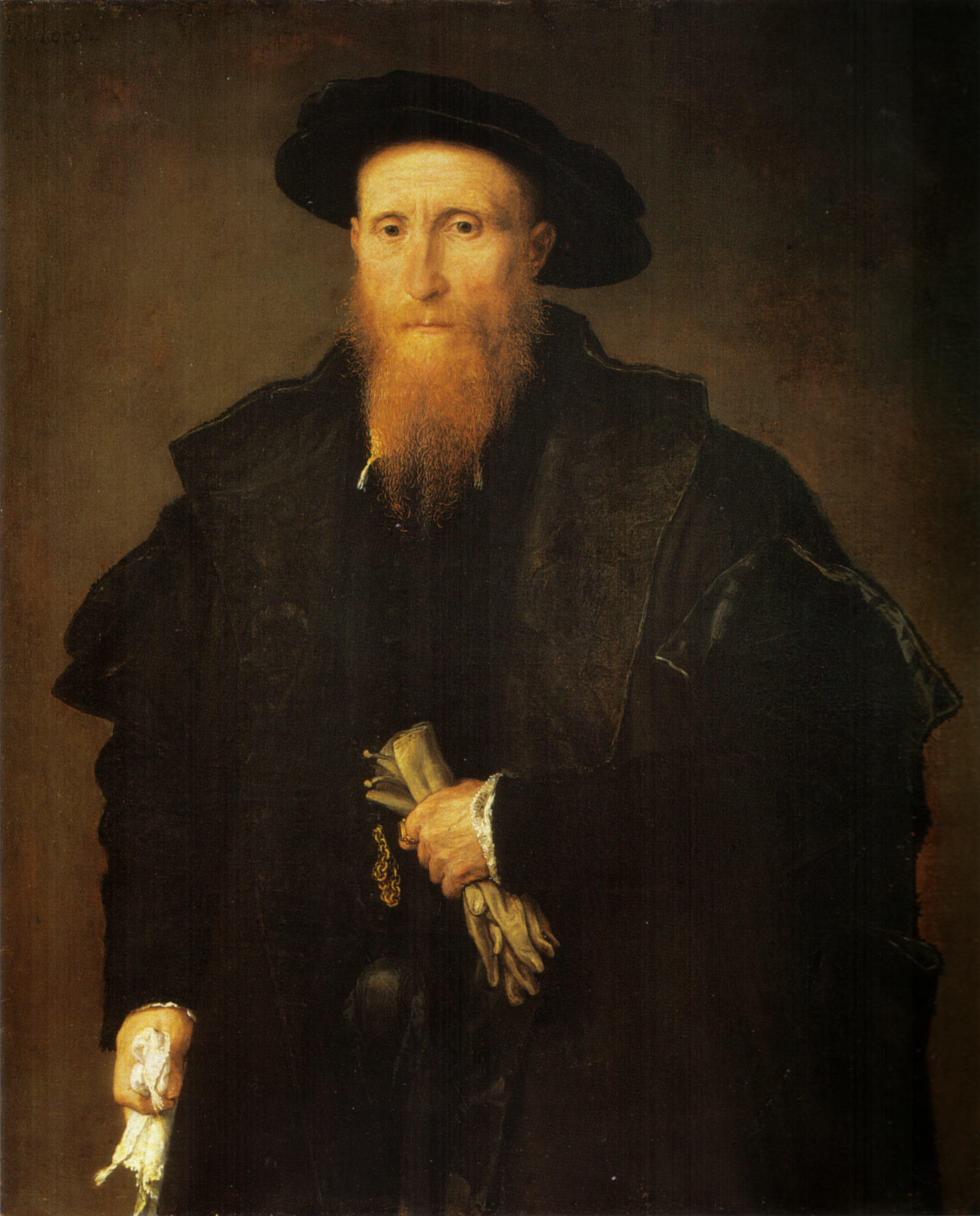
Лоренцо Лотто. Портрет старого сеньйора.
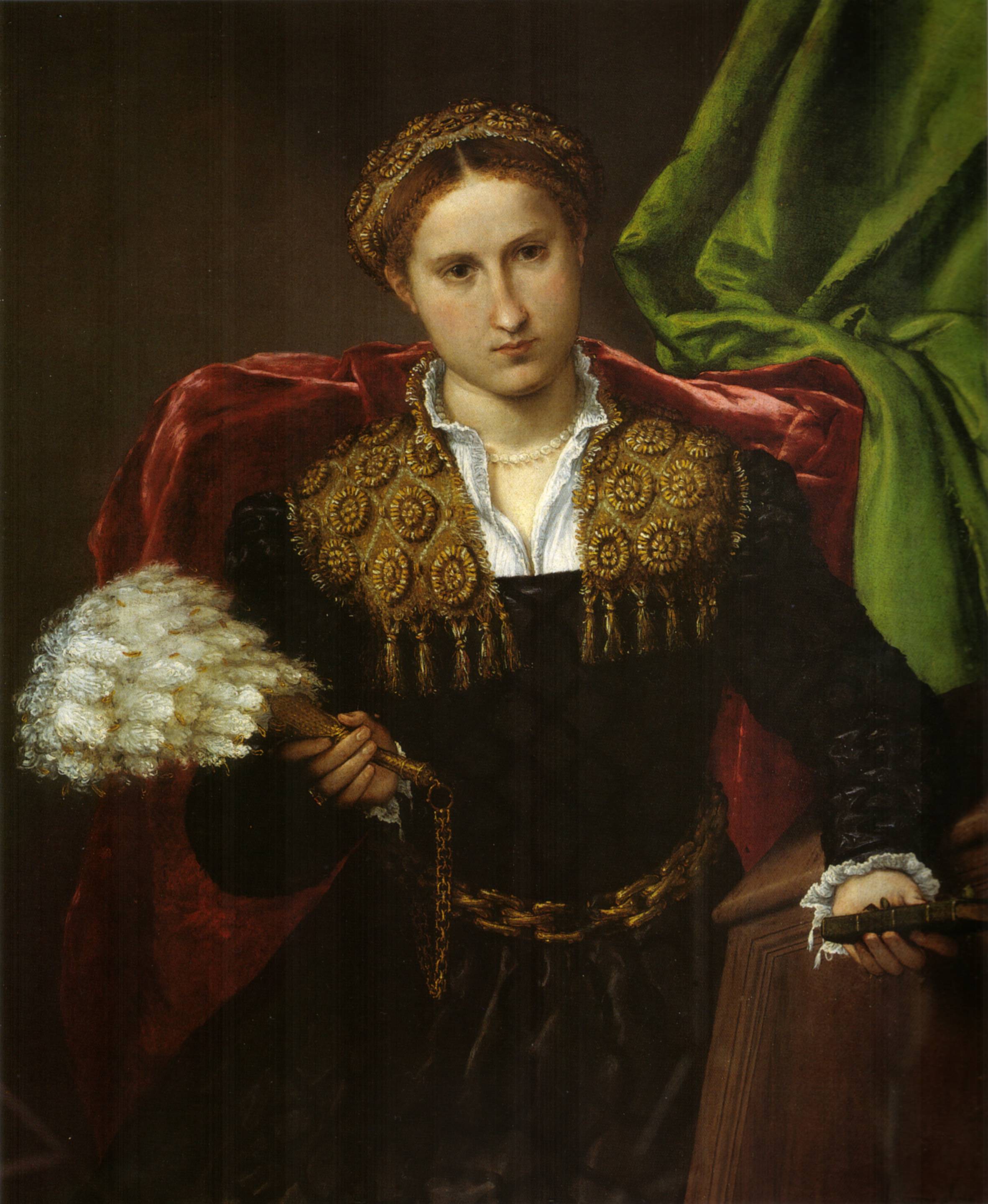
Лоренцо Лотто. Лаура Пола.
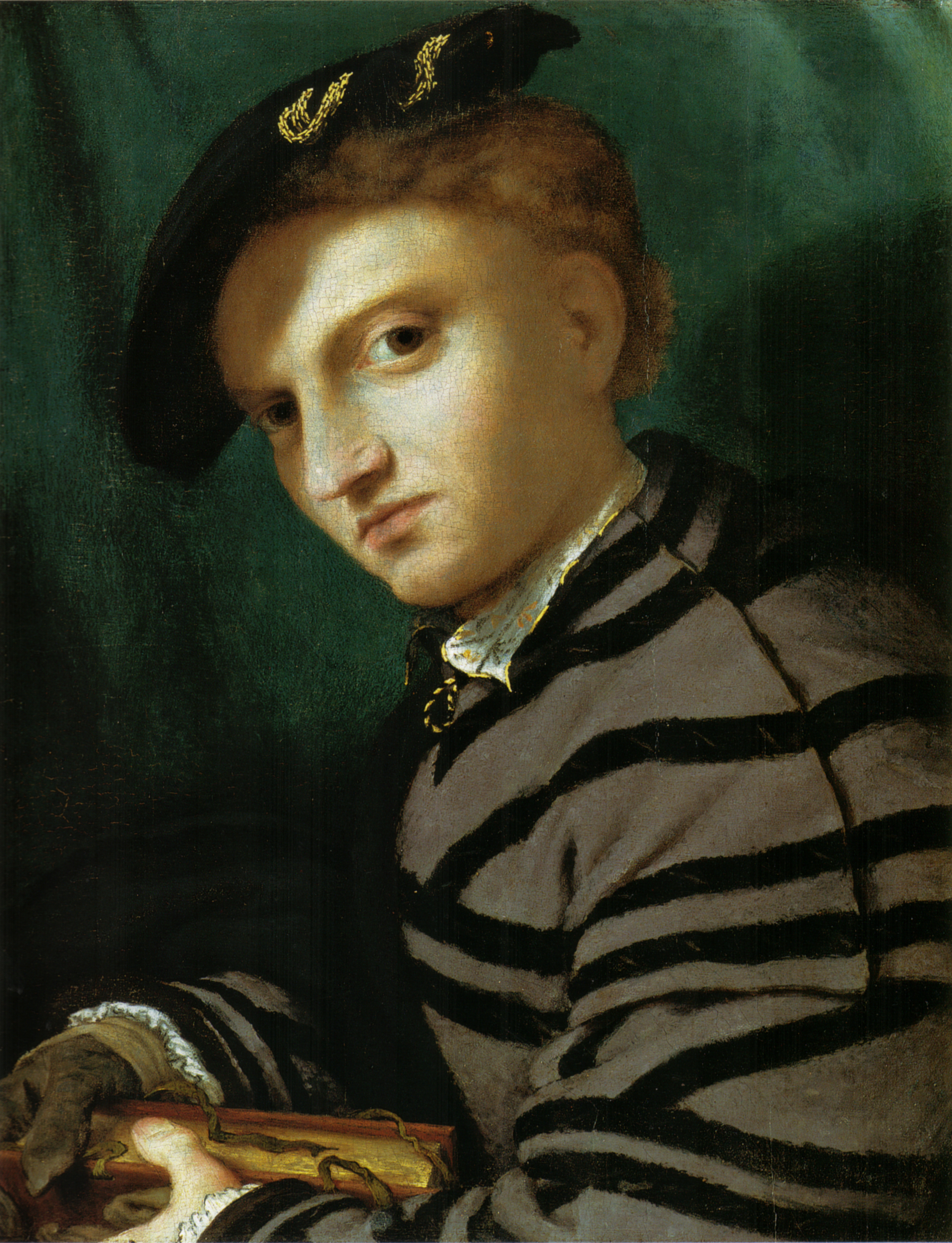
Лоренцо Лотто, портрет юнака з книгою.

## Регіональні мистецькі центри Італії XV—XVI століть
Майстри ціх центрів не всім подобаються. Вони різні за майстерністю, світоглядом, здібностями. Але мають і свої безперечні переваги. Про кожен з мистецьких центрів написані книжки-монографії (Феррара, Романья, Емілія, Форлі). Майстрам провінційних центрів Італії слід подякувати за творчість, бо їх картини сприяли розвитку генія Караваджо, уродженця цих місць.

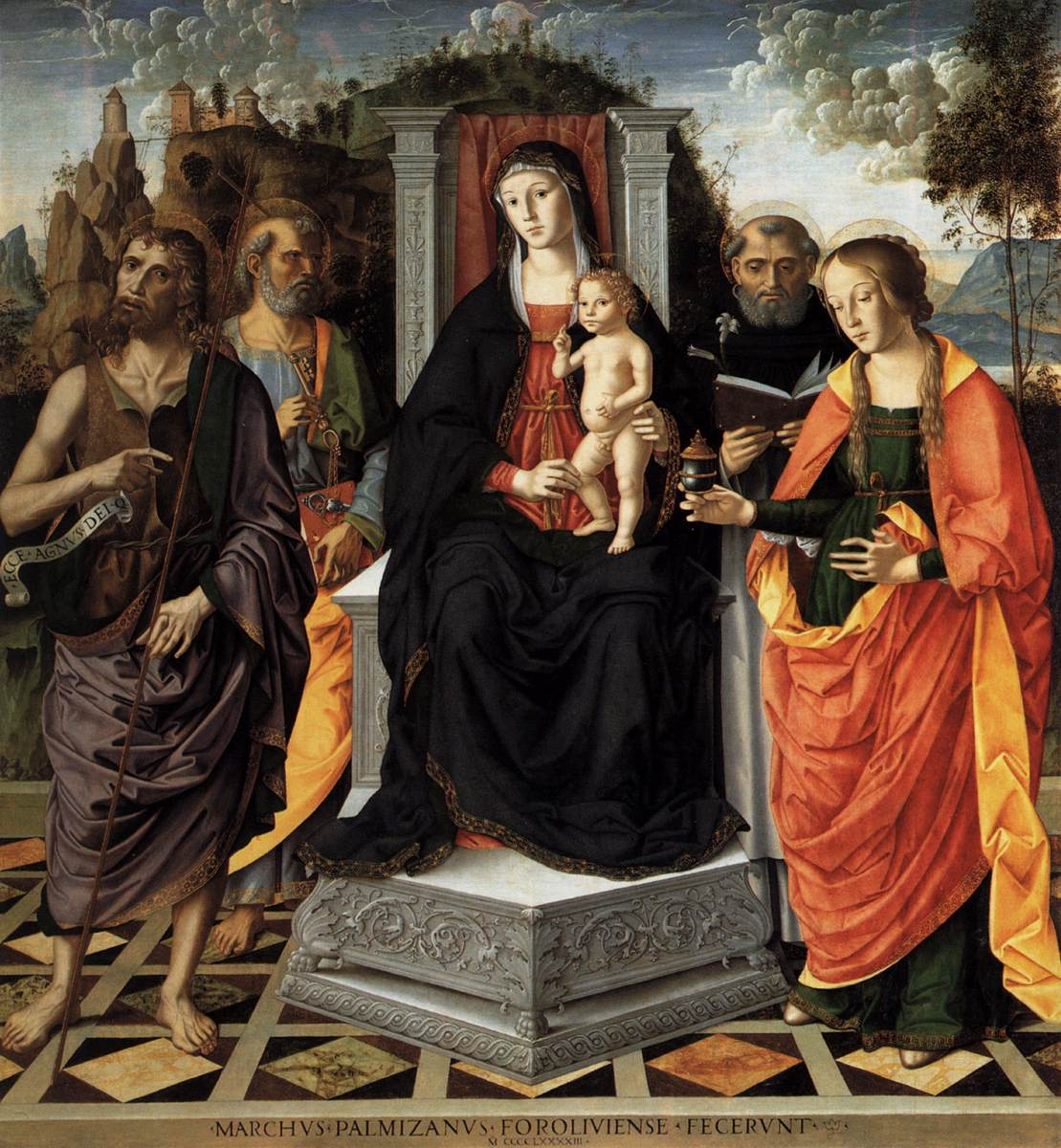
Марко Пальмеццано, вівтар «Свята співбесіда», 1493
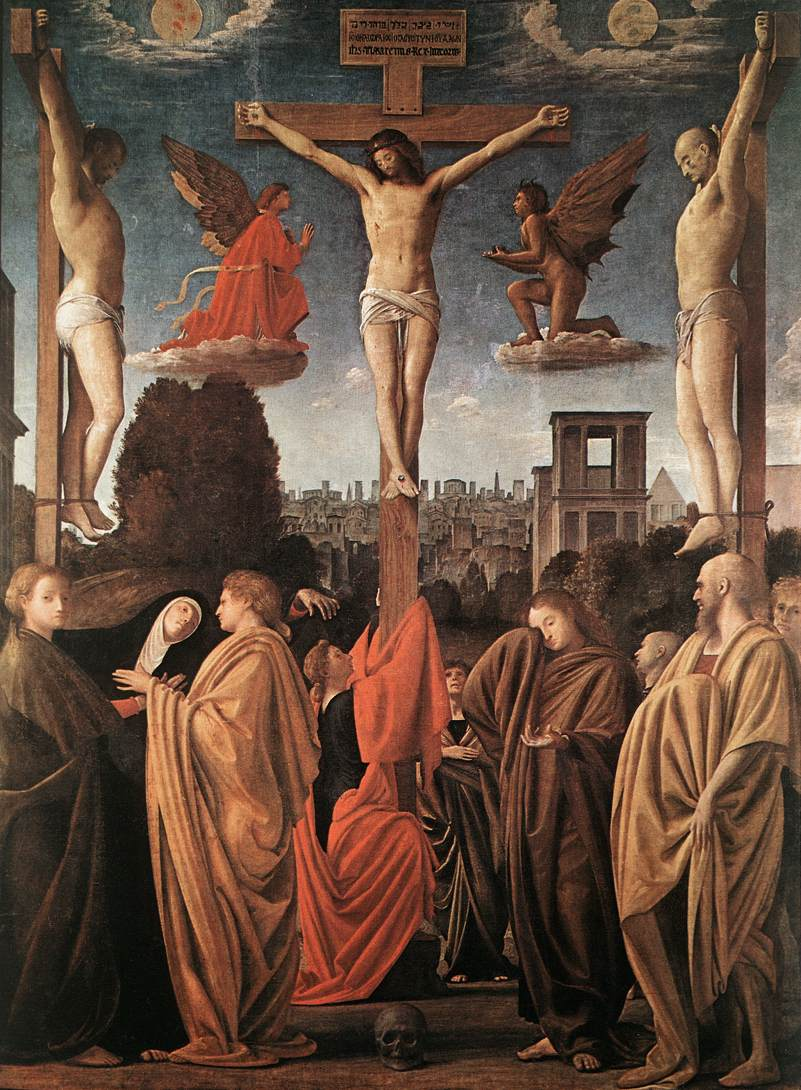
Брамантіно, «Розп'яття», 1505—1510
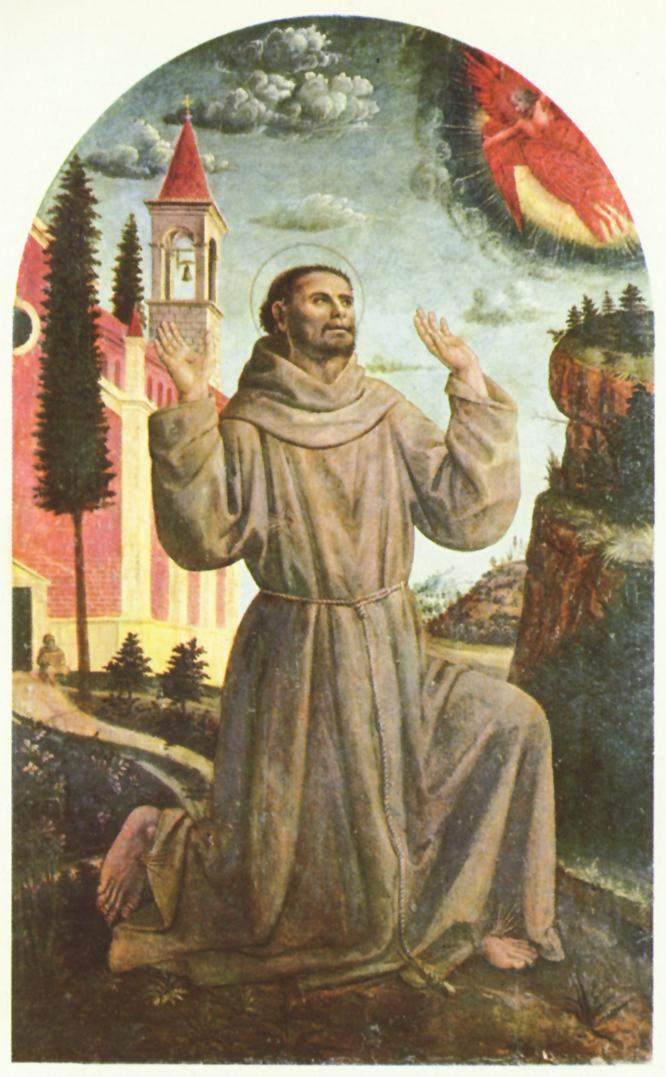
Вінченцо Фоппа. «Поліптих з Санта-Марія-делле-Граціє», 1500
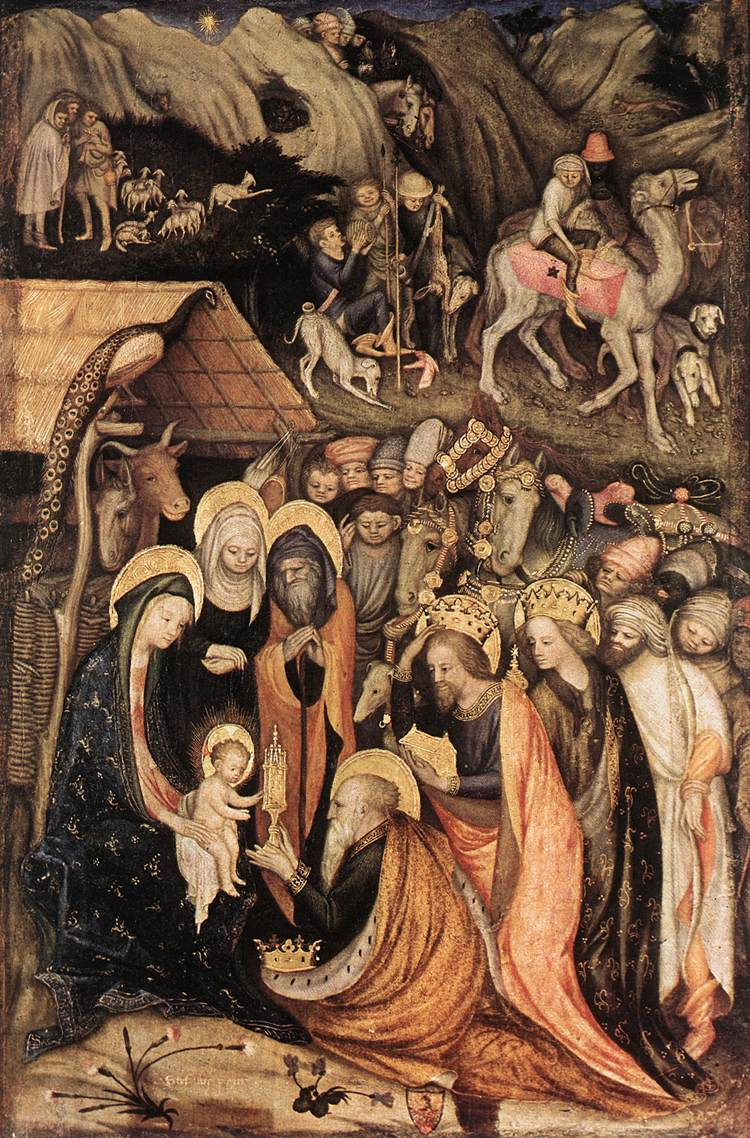
Стефано да Верона. «Поклоніння волхвів», 1435.
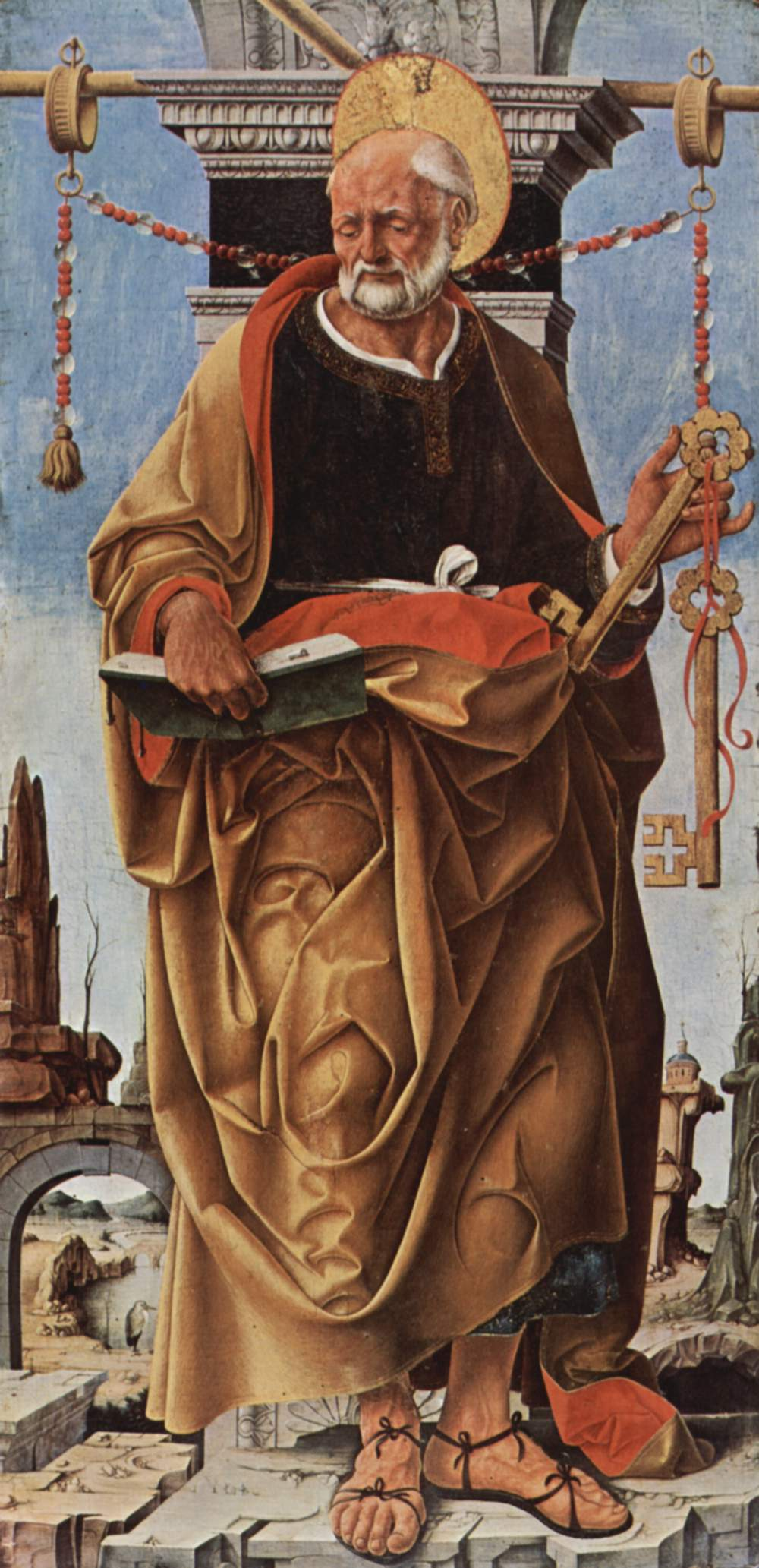
Франческо дель Косса. «Св. Петро», 1473

## Портрети в галереї

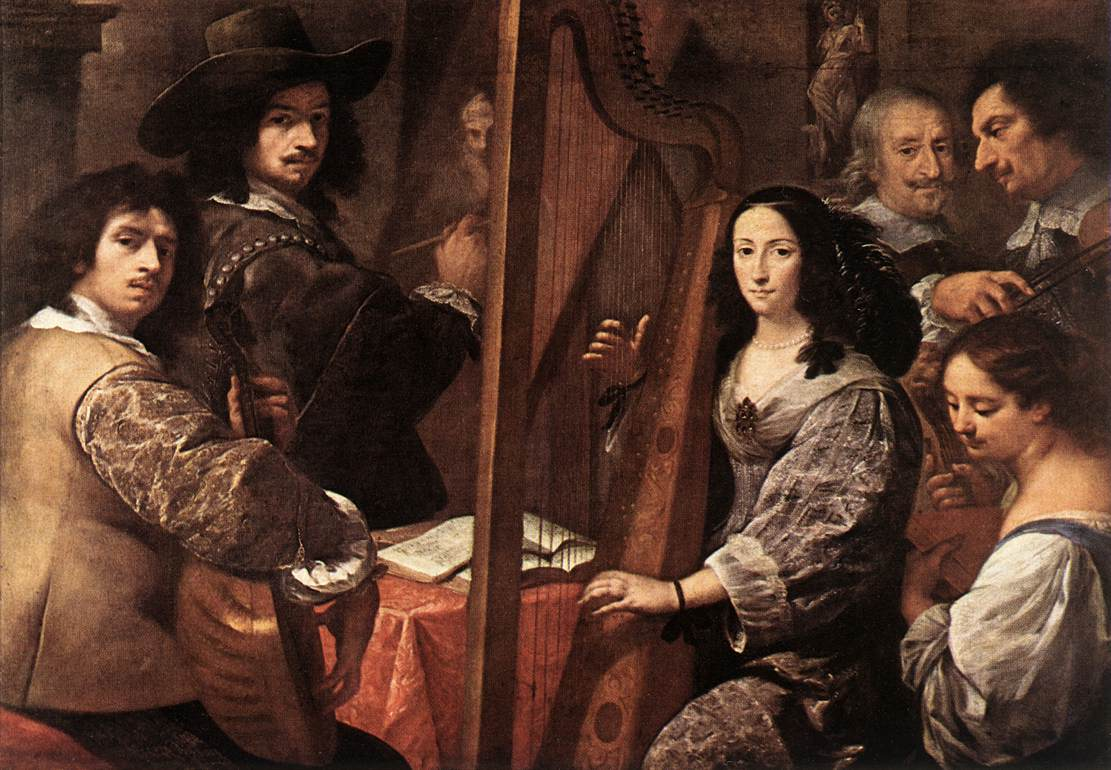
Карло Франческо Нуволоне (1609—1662). «Автопортрет з родиною під час музикування»
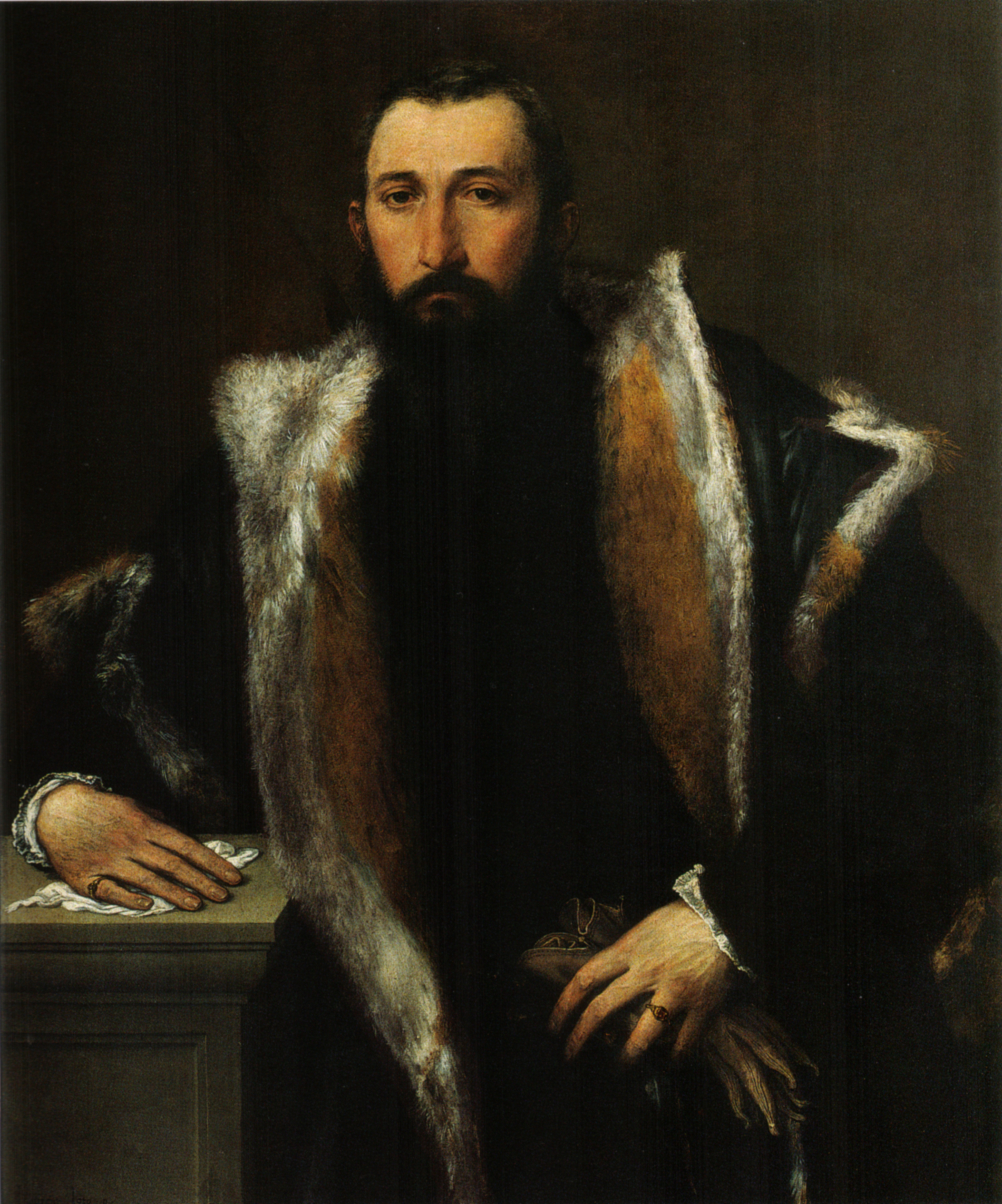
Лоренцо Лотто. «Портрет Фебо да Брешия», 1544
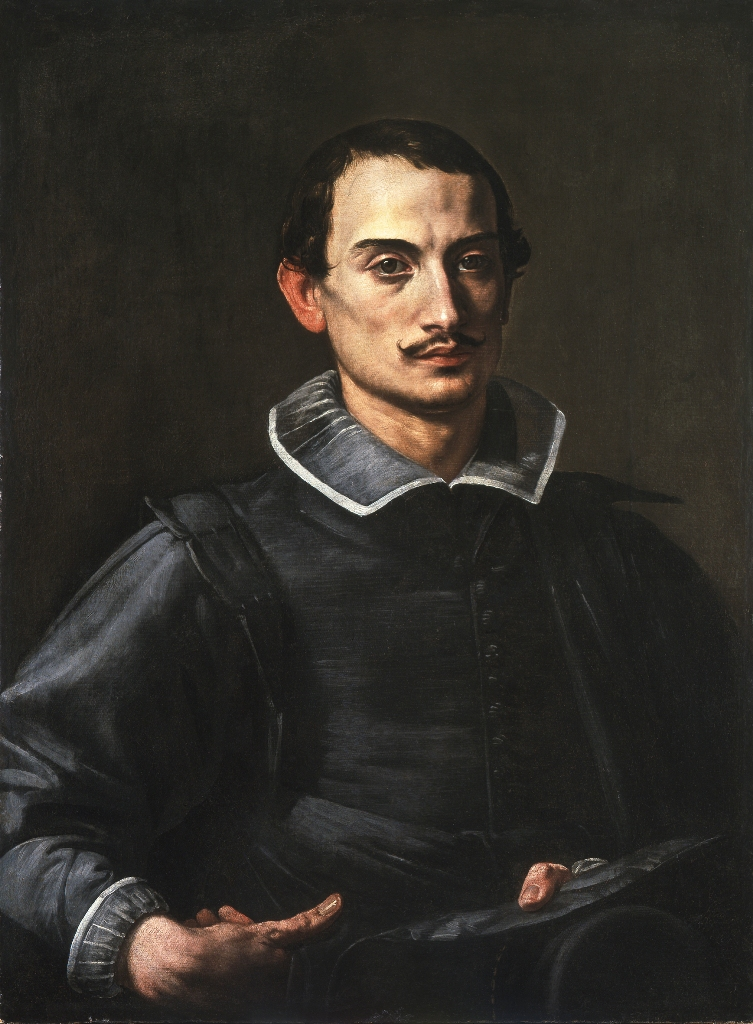
Танціо да Варалло. «Невідомий з капелюхом у руці», бл. 1616
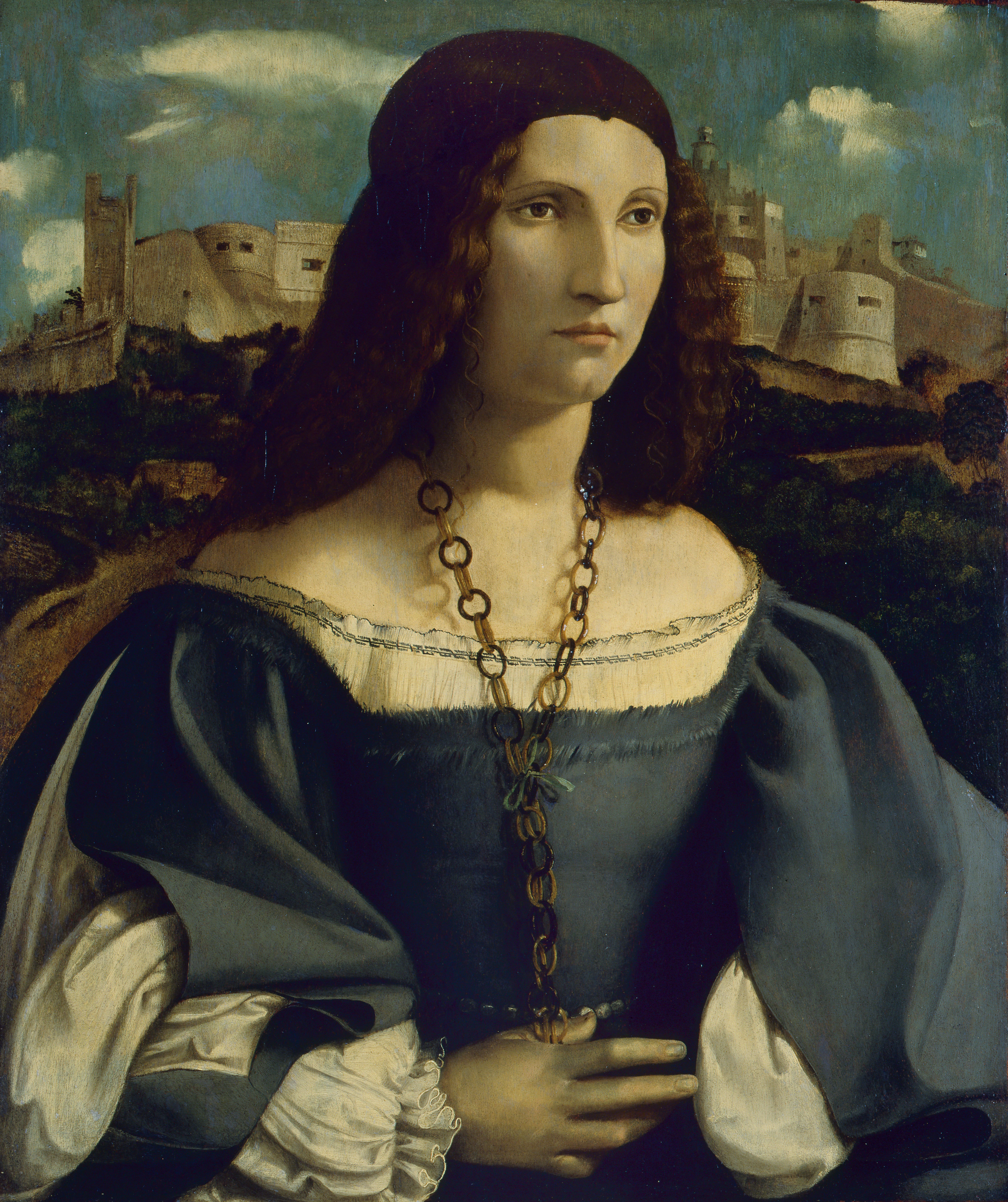
Альтобелло Мелоне, Альда Гамбара
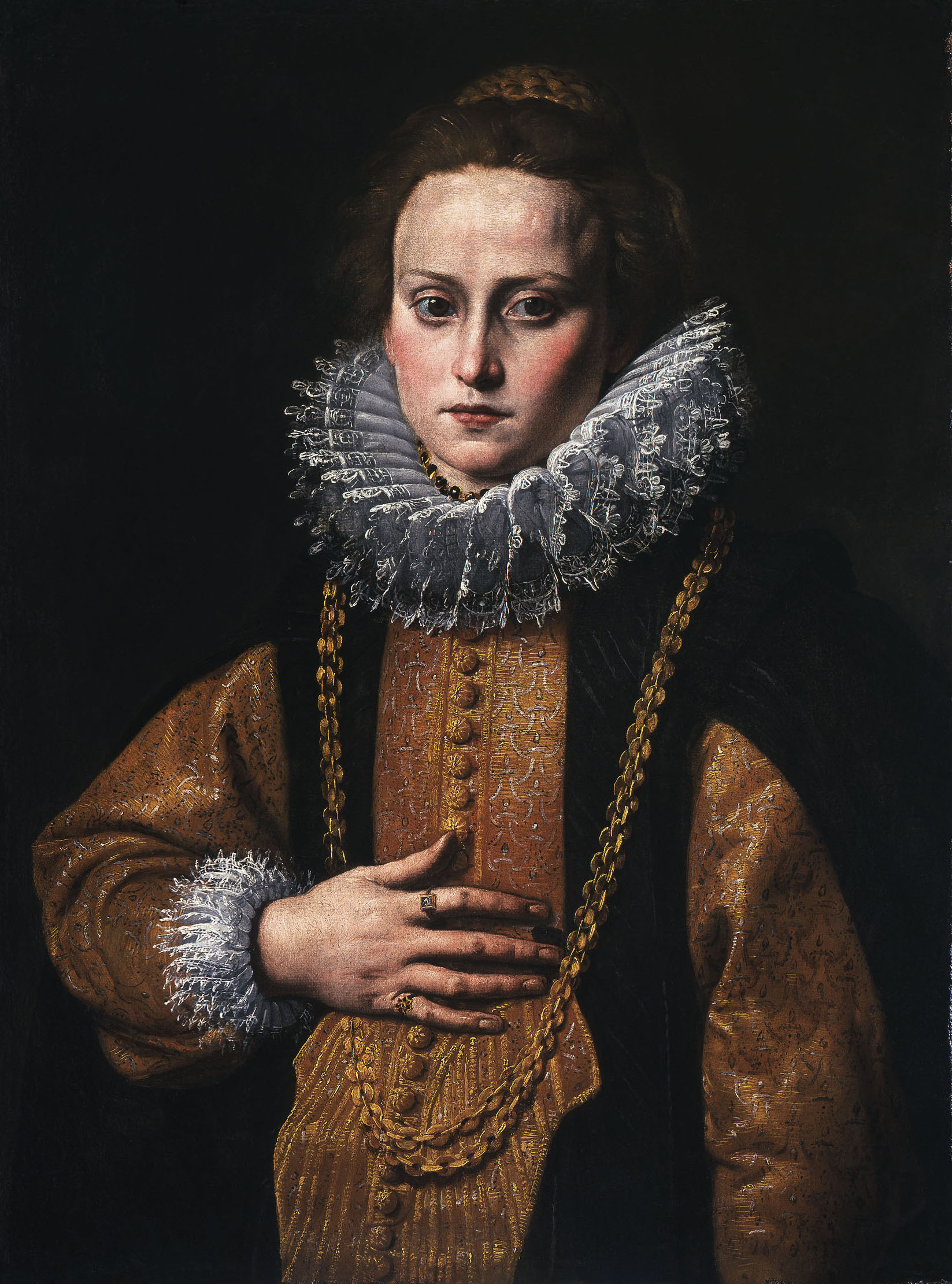
Танціо да Варалло. «Шляхетна невідома», бл. 1618
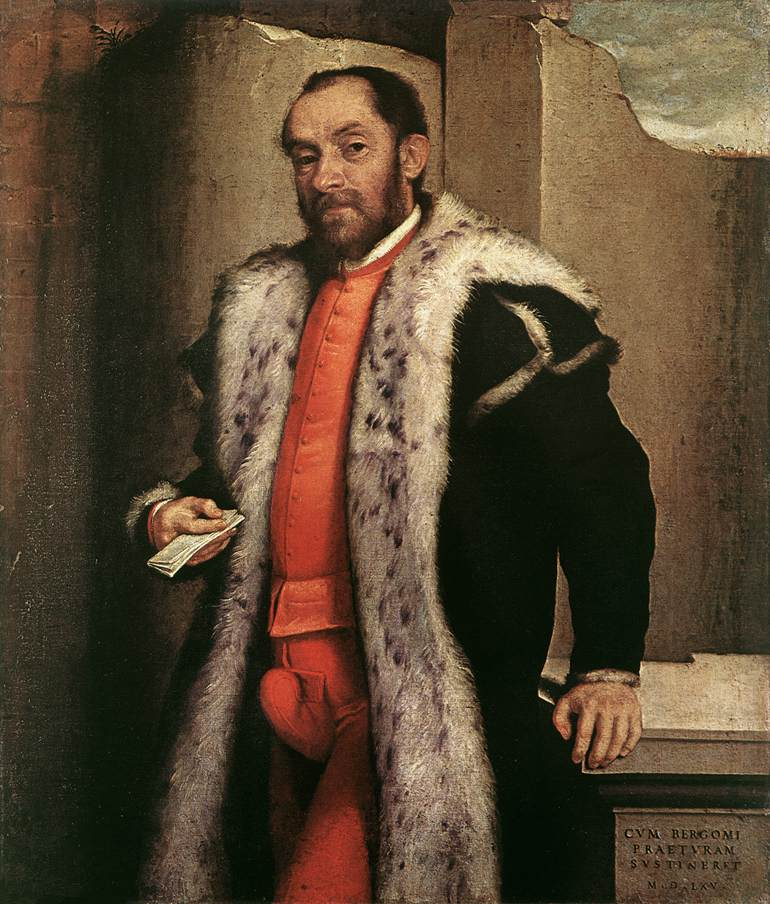
Худ. Джованні Баттіста Мороні. Портрет Антоніо Наваджеро
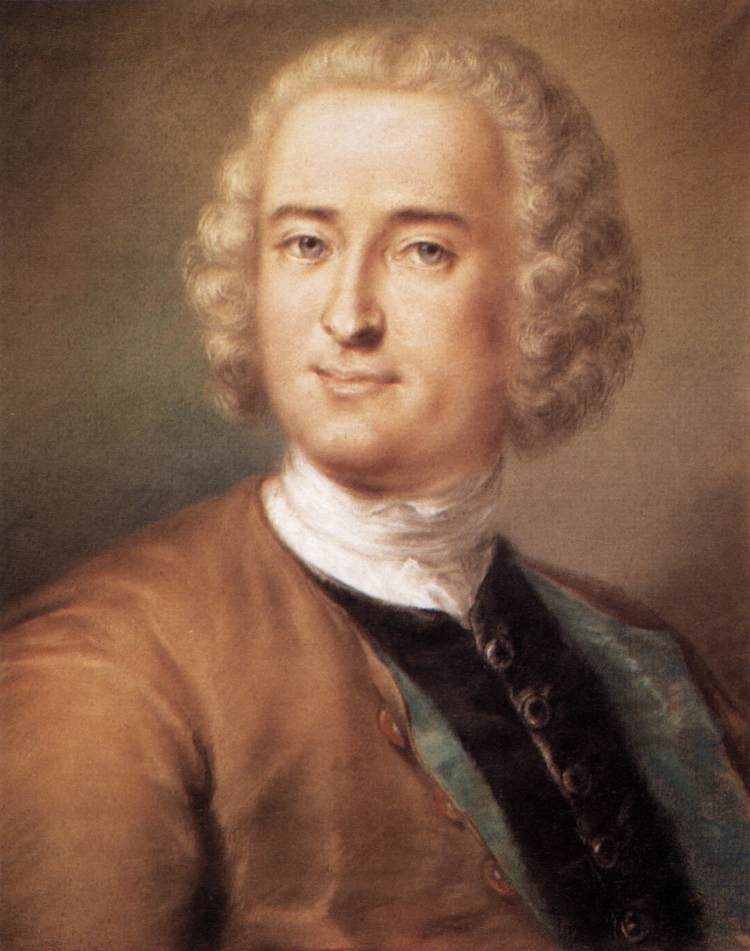
Розальба Кар'єра. «Портрет шляхетного пана
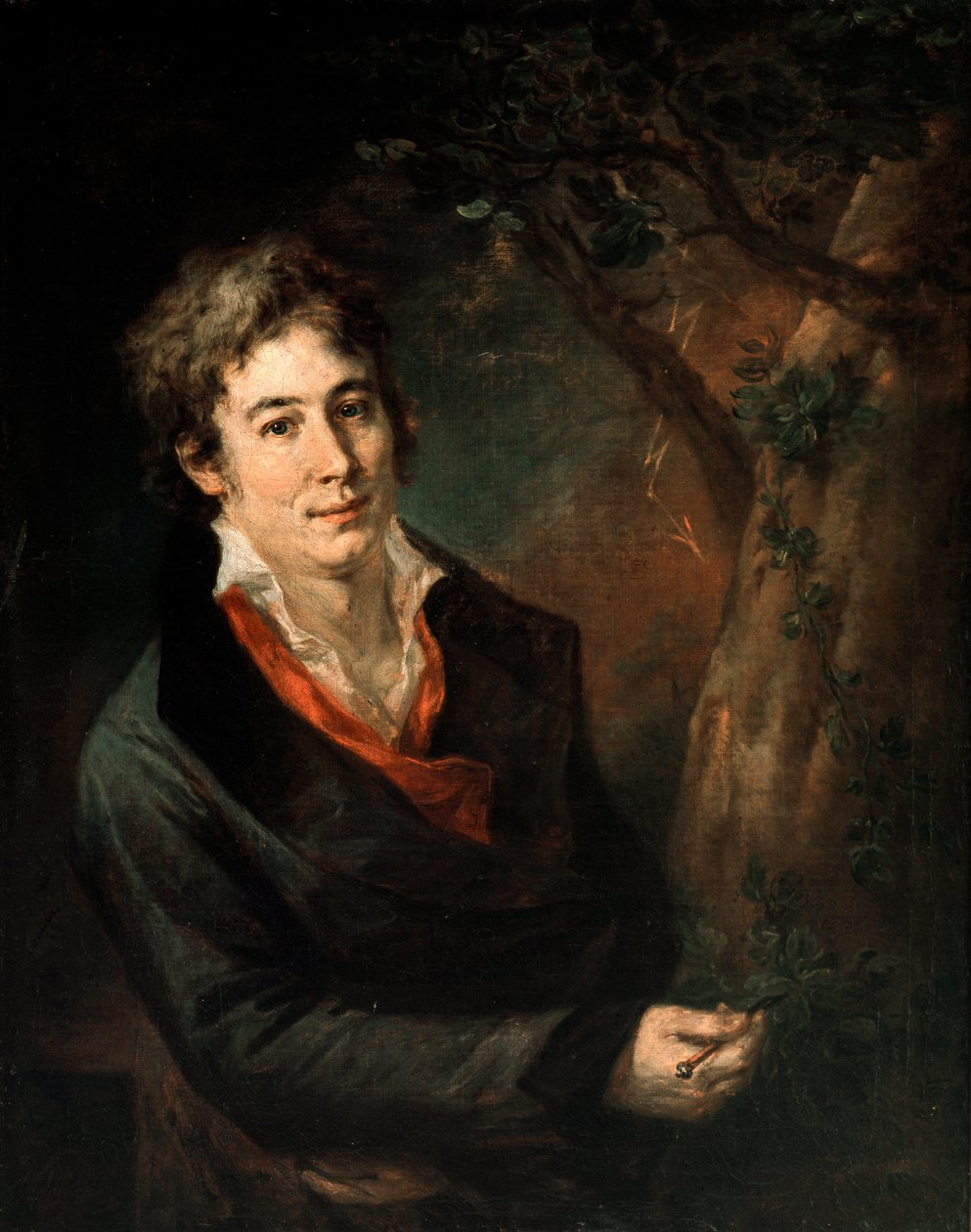
Андреа Аппіані, «Портрет Уго Фосколо», 1802

## Мистецтво Італії XVII століття
Має галерея й свої маленькі недоліки. Тут відносно мало творів XVII століття Італії — у порівнянні зі збірками Риму, Лондона, Парижа, Петербурга.
Геній Мікеланджело Караваджо репрезентований полотном «Христос в Еммаусі». Чимало творів його послідовників — караваджистів: Джованні Караччоло, Бернардо Каваліно, Ораціо Джентілєскі. Мистецтво Матіа Преті репрезентують великі за розмірами релігійні композиції. Неспокійний та сумний геній Олессандро Маньяско відбився у великих пейзажах. Його твори — сусіди картин іноземних майстрів.
Римську школу бароко представляють твори художника П'єтро да Кортона («Мадонна з немовлям та святими»).

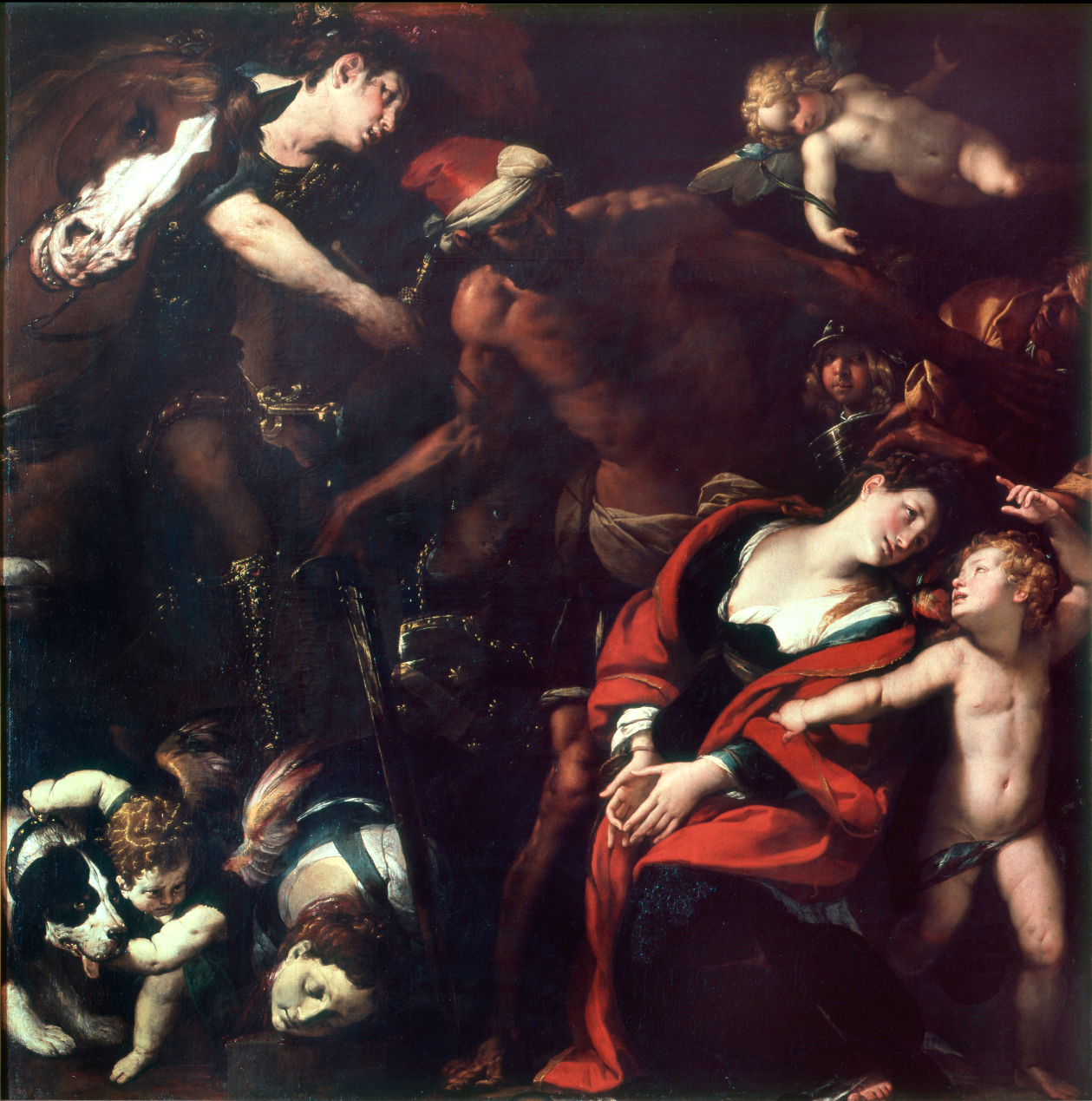
Мораццоне. «Мученицитво Св. Секунди та Св. Руфіни», бл. 1625
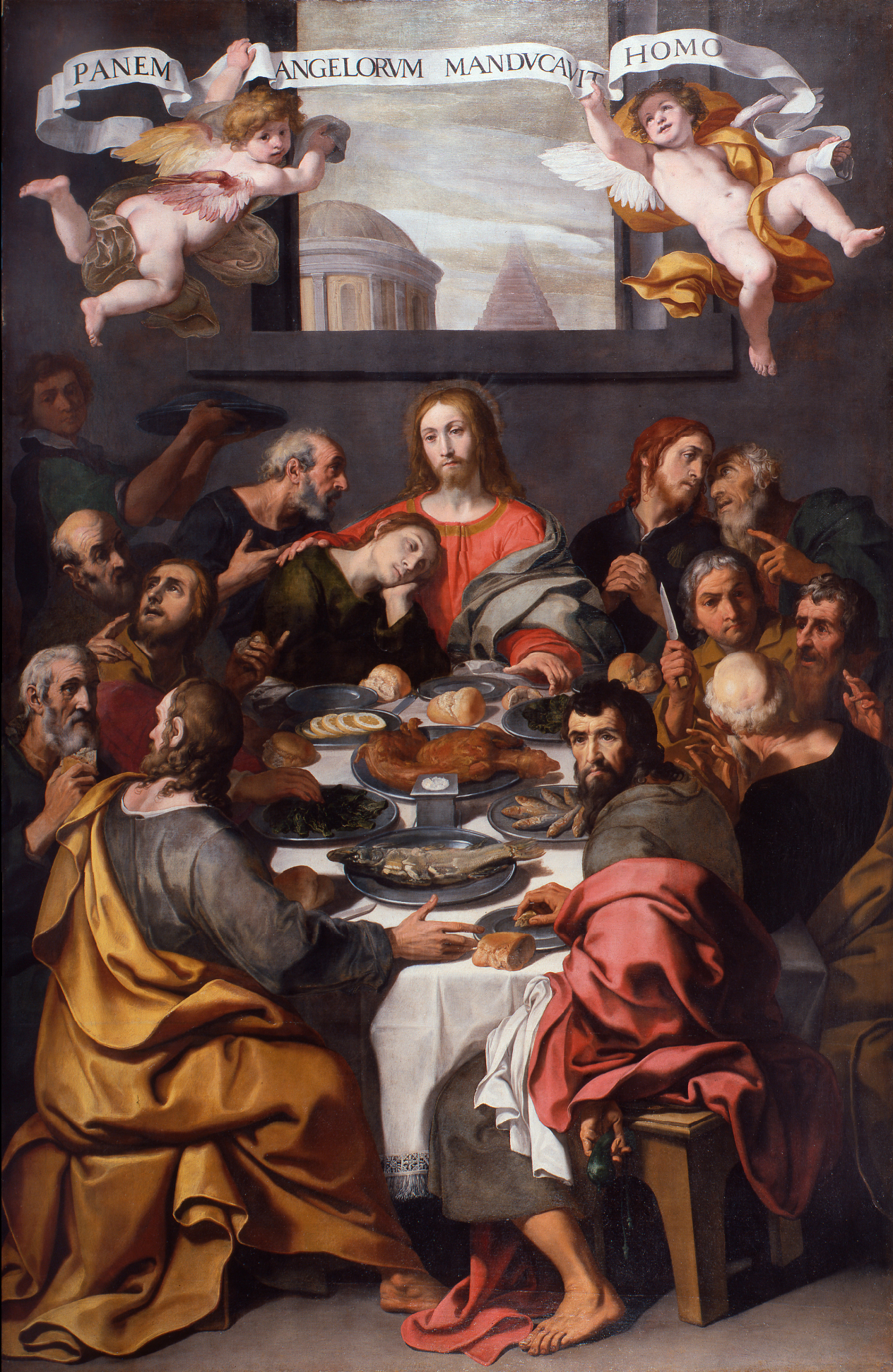
Даніеле Креспі. Таємна вечеря
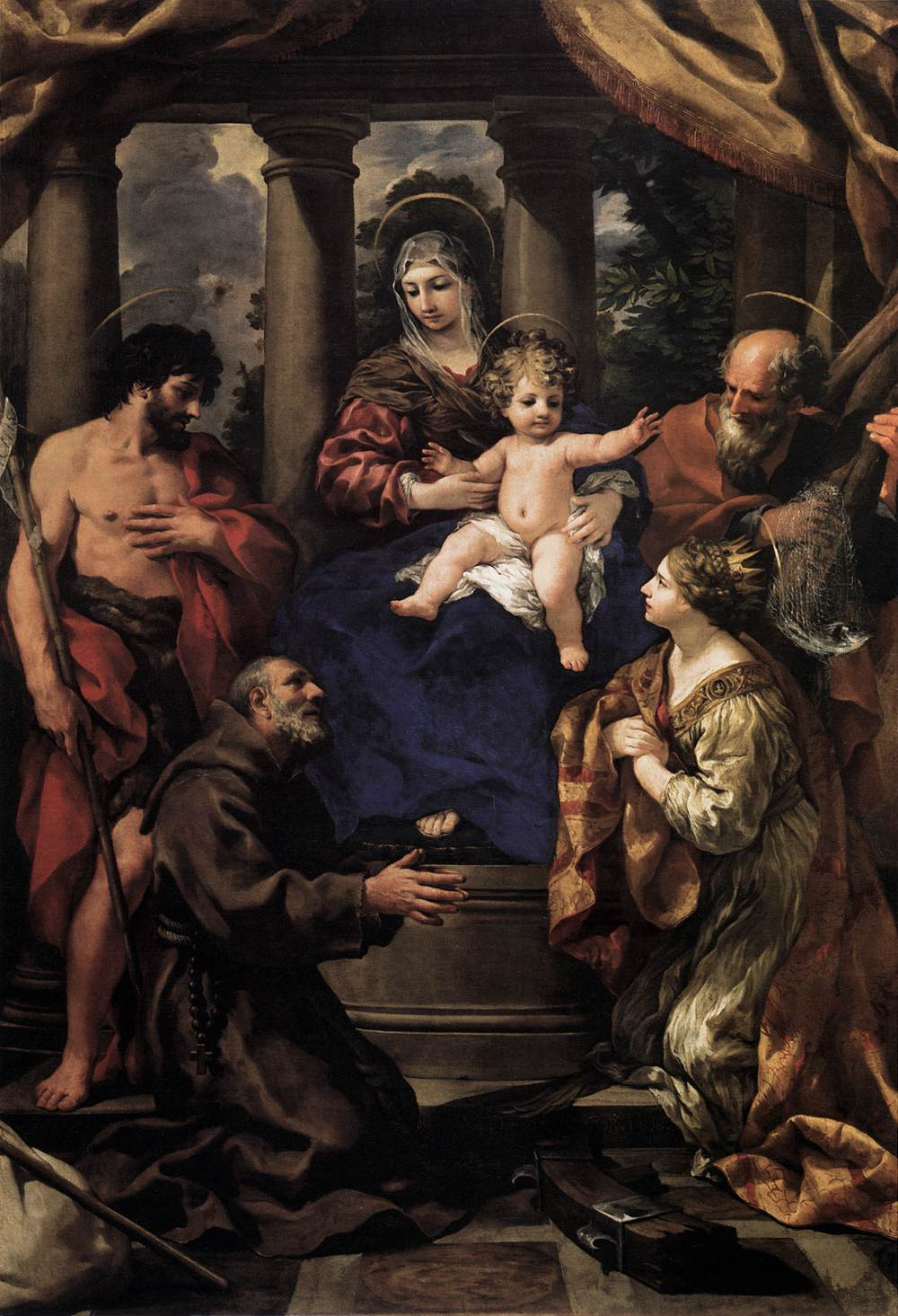
П'єтро да Кортона. Мадонна з немовлям і святими
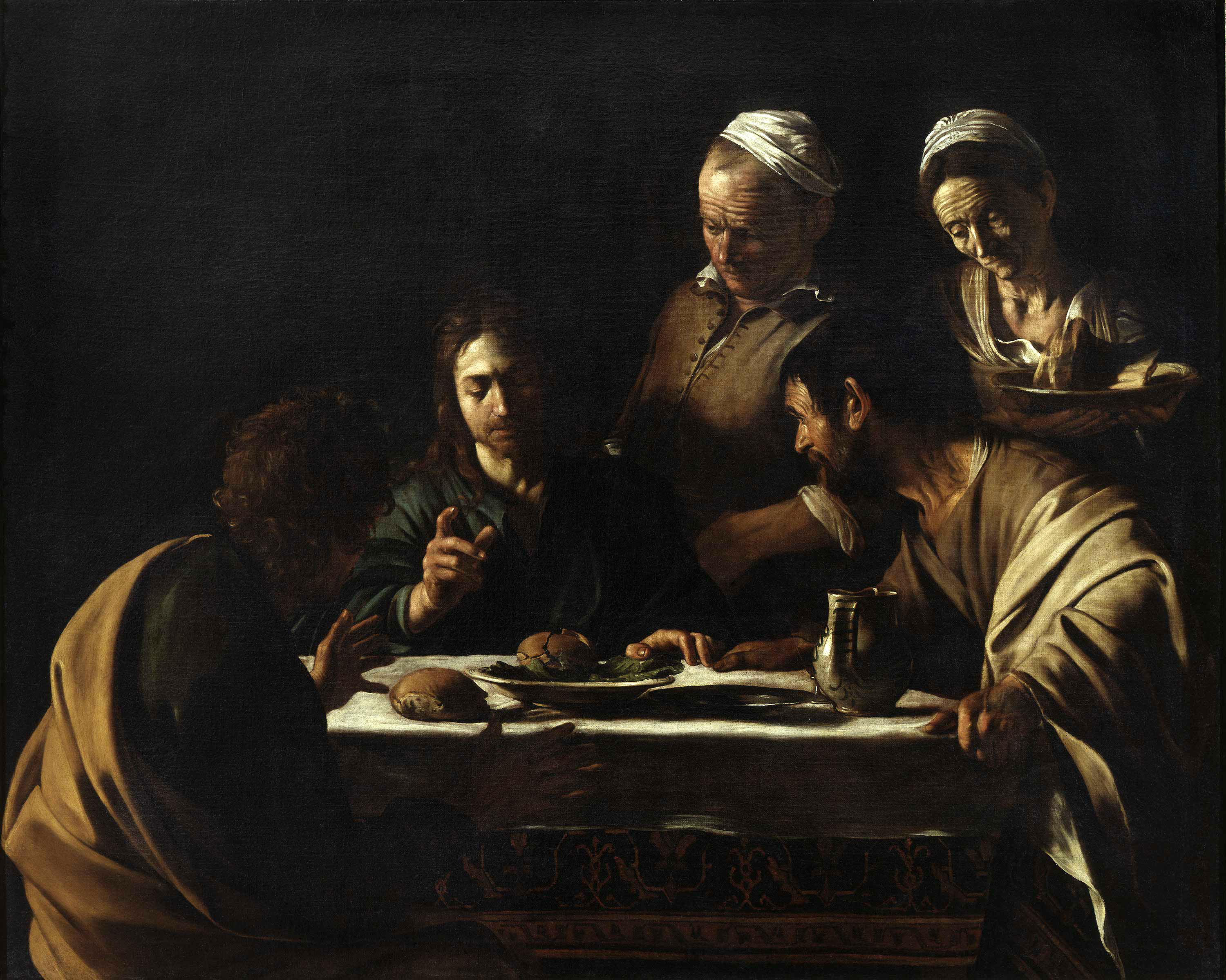
Караваджо. Христос в Еммаусі
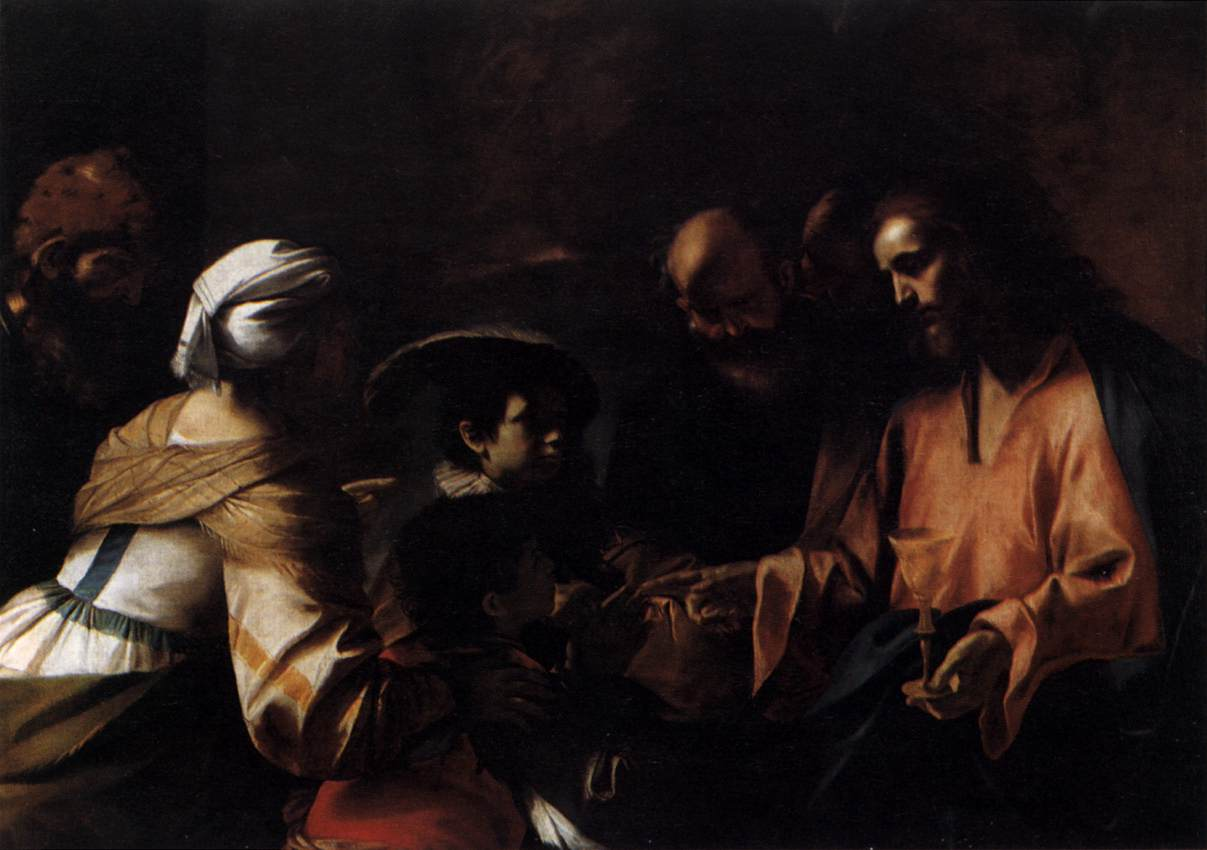
Матіа Преті, Христос благословляє синів жінки
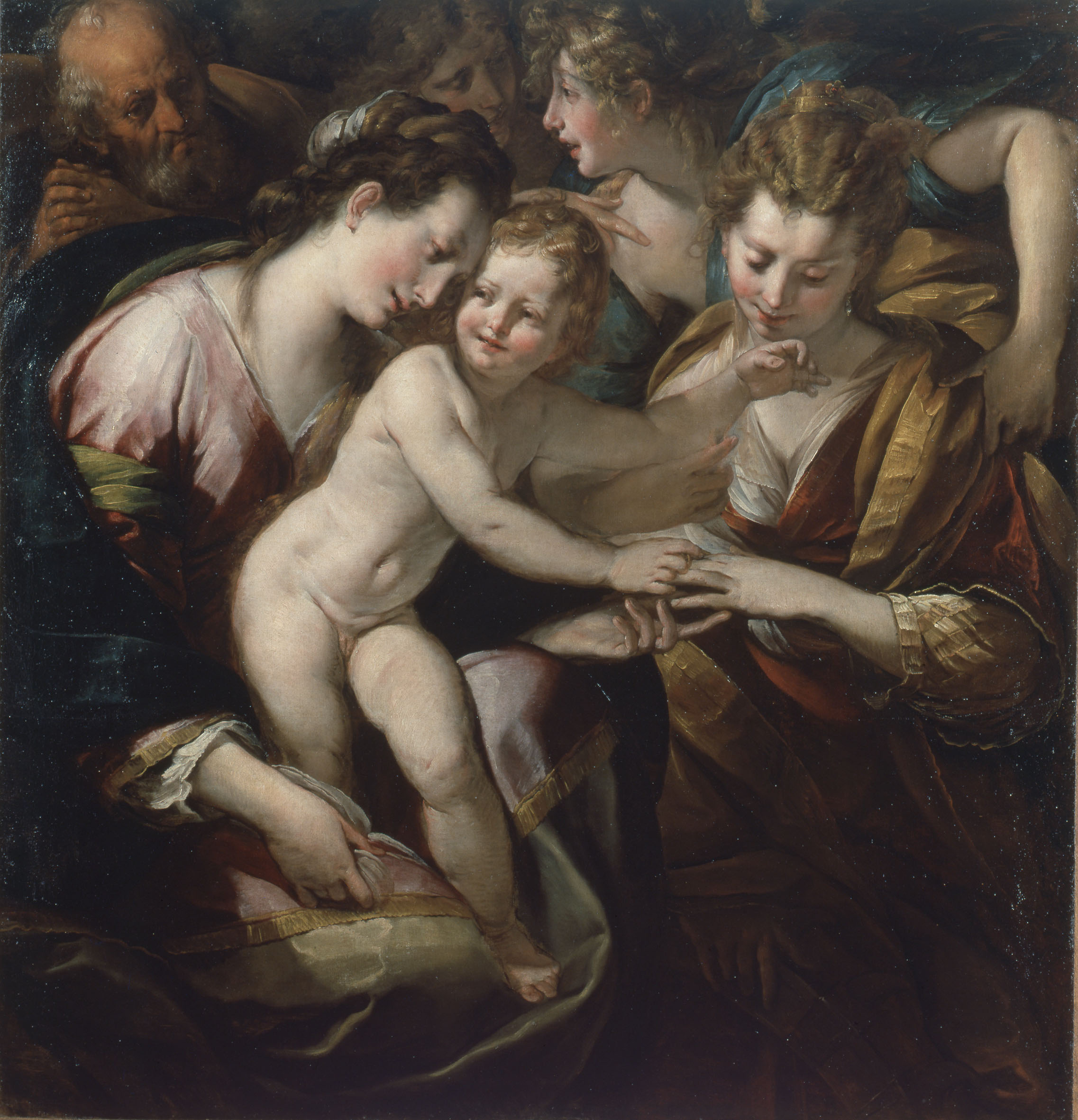
Джуліо Чезаре Прокаччіні. «Містичні заручини св. Катерини», до 1620

## Живопис майстрів інших країн 17 століття
Італія століттями була місцем навчання або відвідин художників світу. Деякі з них роками жили в країні, мали замовників, залишили тут свої картини (нідерландець Пітер Брейгель Старший, німець Адам Ельсгаймер, іспанець Дієго Веласкес, фламандці Матіас Стомер , Антоніс ван Дейк, голландці Хонтхорст, Тербрюгген, Мабюз, французи Пуссен, Клод Лоррен, англійці, росіяни, німець Рафаель Менгс.) Дехто з них стали справжніми італійцями, одружилися з італійками і створили тут родину й оселю (Хосе де Рібера, Ніколя Пуссен, Ванвітеллі).
Роками жив та працював у Італії Пітер Пауль Рубенс, визначний представник бароко в Західній Європі.
Найбільшу картину Рубенса Брера отримала шляхом обмінів з Лувром ще в наполеонівські роки. Це «Таємна вечеря». Майже своїм став портретист Антоніс Ван Дейк для магнатів Генуї. Йому охоче замовляли портрети і в Римі. "Портрет шляхетної пані " презентує мистецтво ван Дейка в музейній збірці. Серед жіночих портретів збірки і твір французького художника Ніколя де Ларжильєра.
Має Брера і свого Рембрандта («Портрет сестри художника»).
Всесвітньо відомий нині Ель Греко репрезентований монохромним «Святим Франциском з Ассізі». Багатокольорові твори Ель Греко краще подивитися в Римі в палаці Барберіні.

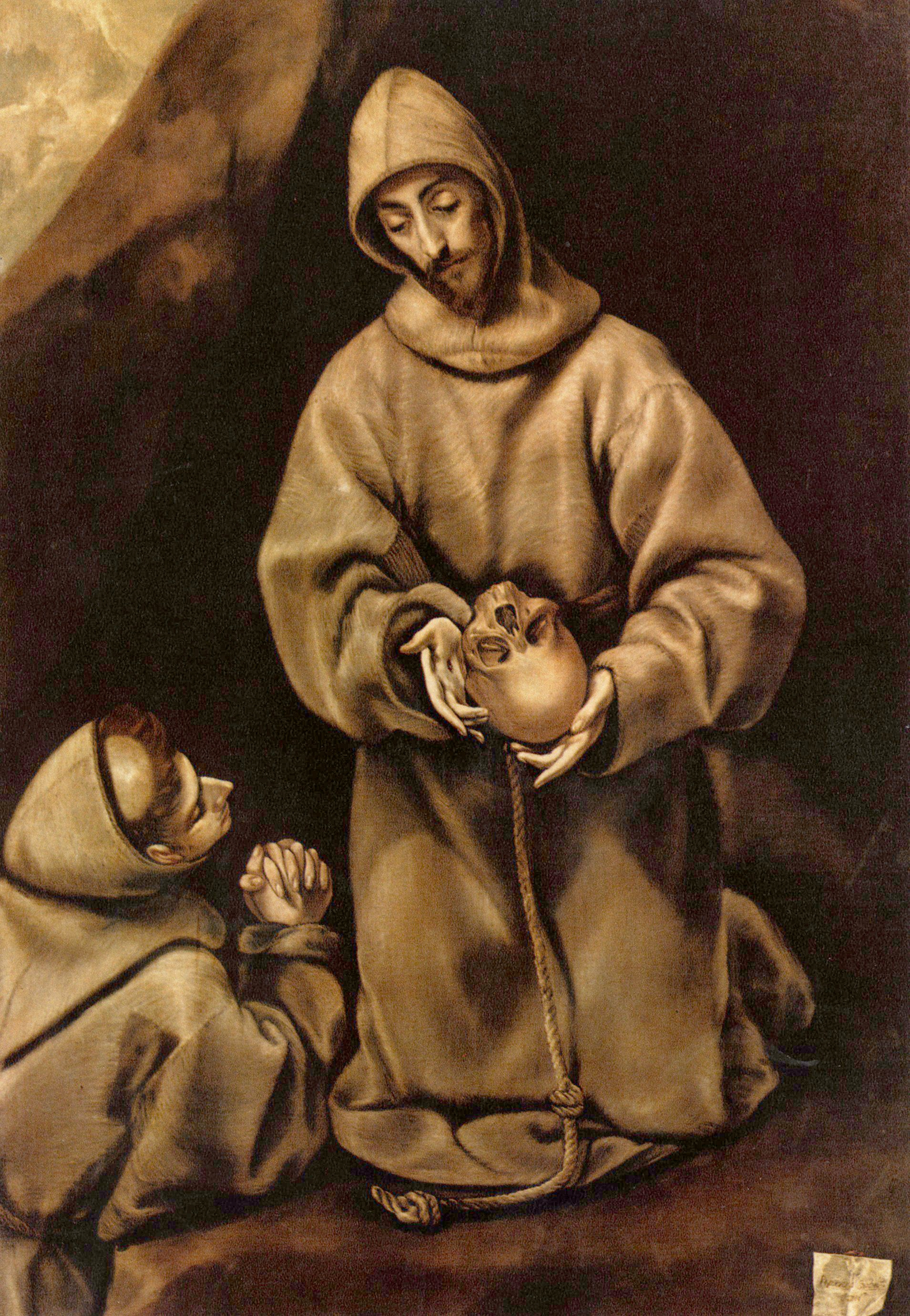
Ель Греко. Святий Франциск Асізький
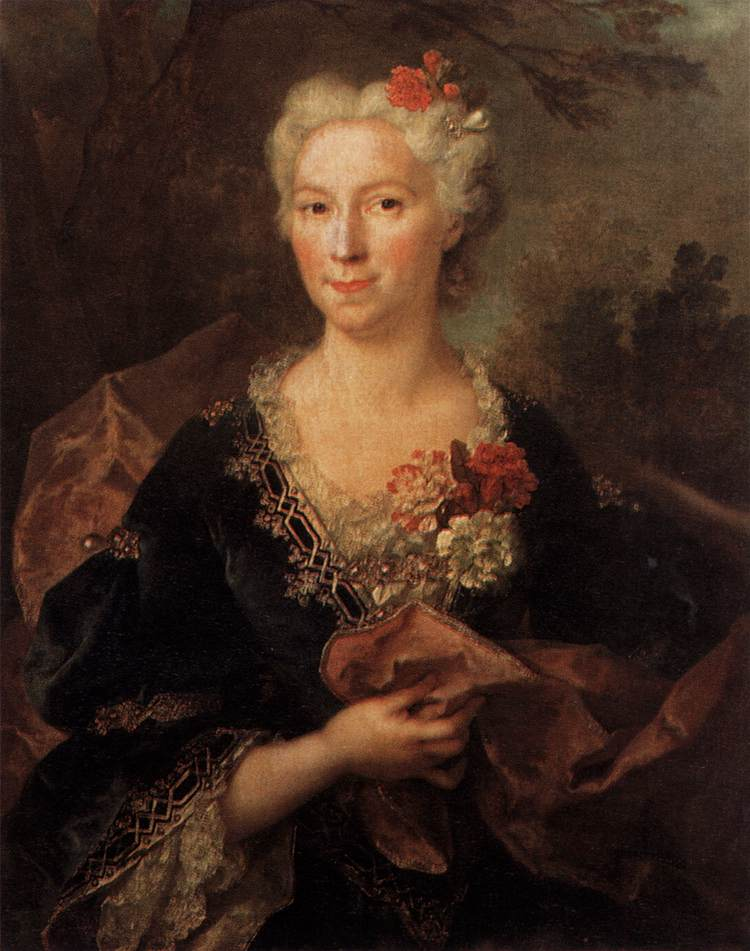
Ніколя де Ларжильєр, «Шляхетна пані»
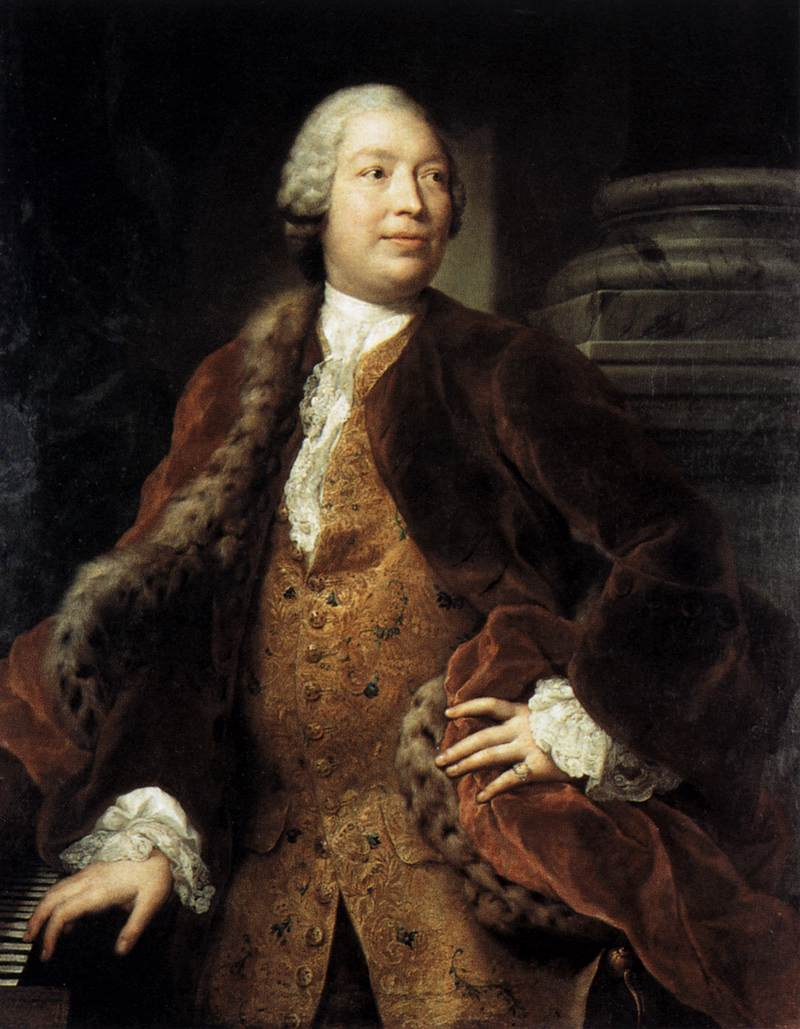
Антон Рафаель Менгс. «Портрет оперного співака Доменіко Аннібальді», 1750
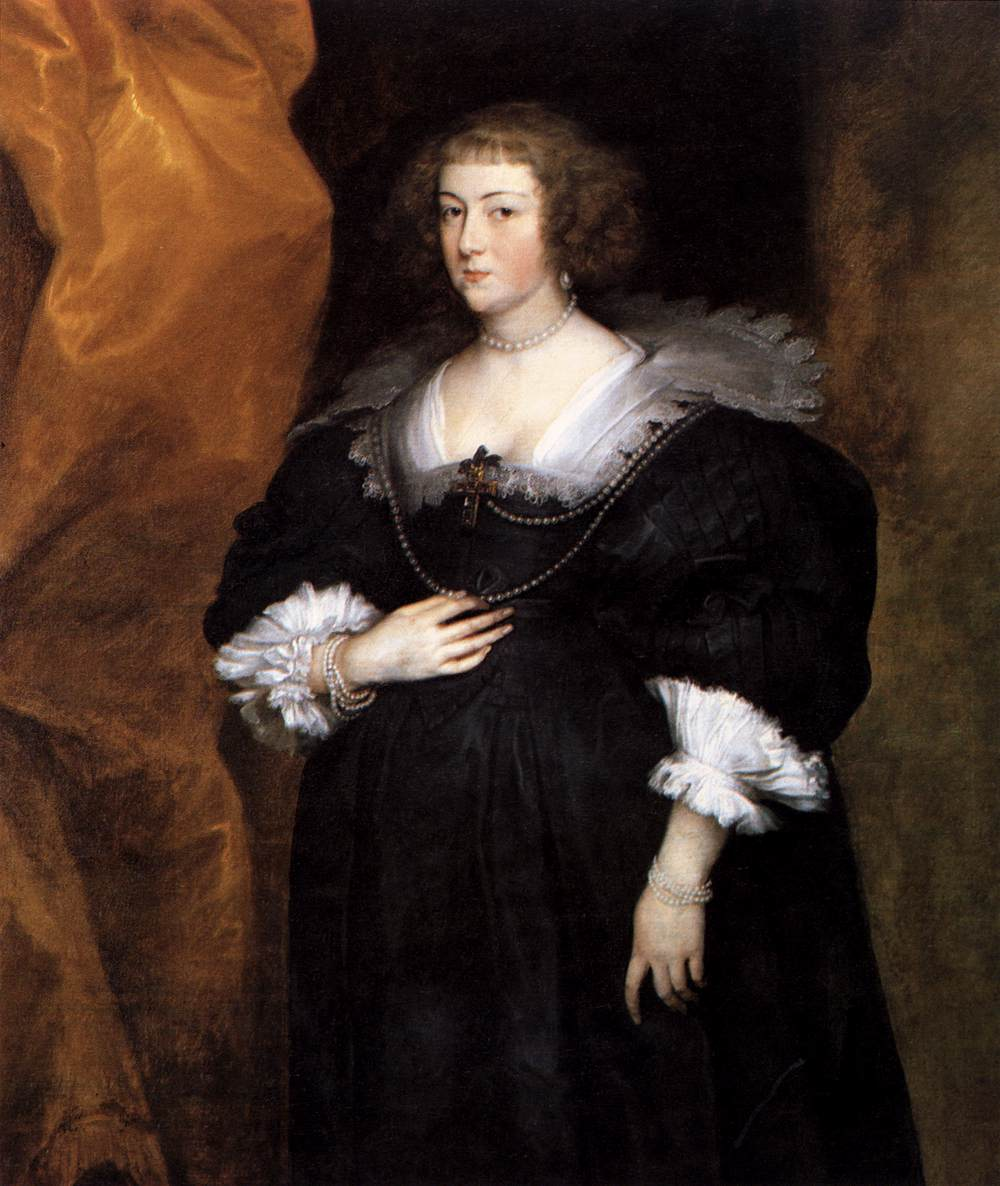
Антоніс ван Дейк. «Портрет шляхетної пані »

## Живопис XVIII століття
Саме тут можна побачити твори Андреа Аппіані, що багато зробив для формування колекцій Брери та рятування самих творів.
Серед визначних творів цього періоду роботи Джованні Баттіста Тьєполо (1696—1770). Майстер мав як замовників своїх, так і закордонних (з Німеччини, Росії, Іспанії, він довго працював у Мадриді, де й помер). Полотна Тьєполо мали велику мистецьку вартість ще за життя, тому дорого коштували. Російські замовники Тьєполо — царський двір.
До творів Тьєполо, що має галерея Брера, належить велика за розмірами композиція «Мадонна з немовлям та ченцями замовниками». Цього разу замовником був монастир кармелітів. Твори Тьеполо розійшлися по всьому світу-від США(«Цариця Зенобія звертається до своїх вояків», Вашінгтон) до садиби Архангельське, що в Росії біля Москви.
Якщо Тьєполо працював швидко і залишив багато творів, то художник Джованні Пьяцетта працював повільно і його картини в музеях рідкість. Галерея Брера має таку рідкість. Це полотно на біблійний сюжет «Ревекка біля колодця».
Серед інших робіт уваги заслуговують картини венеційців Антоніо Каналетто та Франческо Гварді.

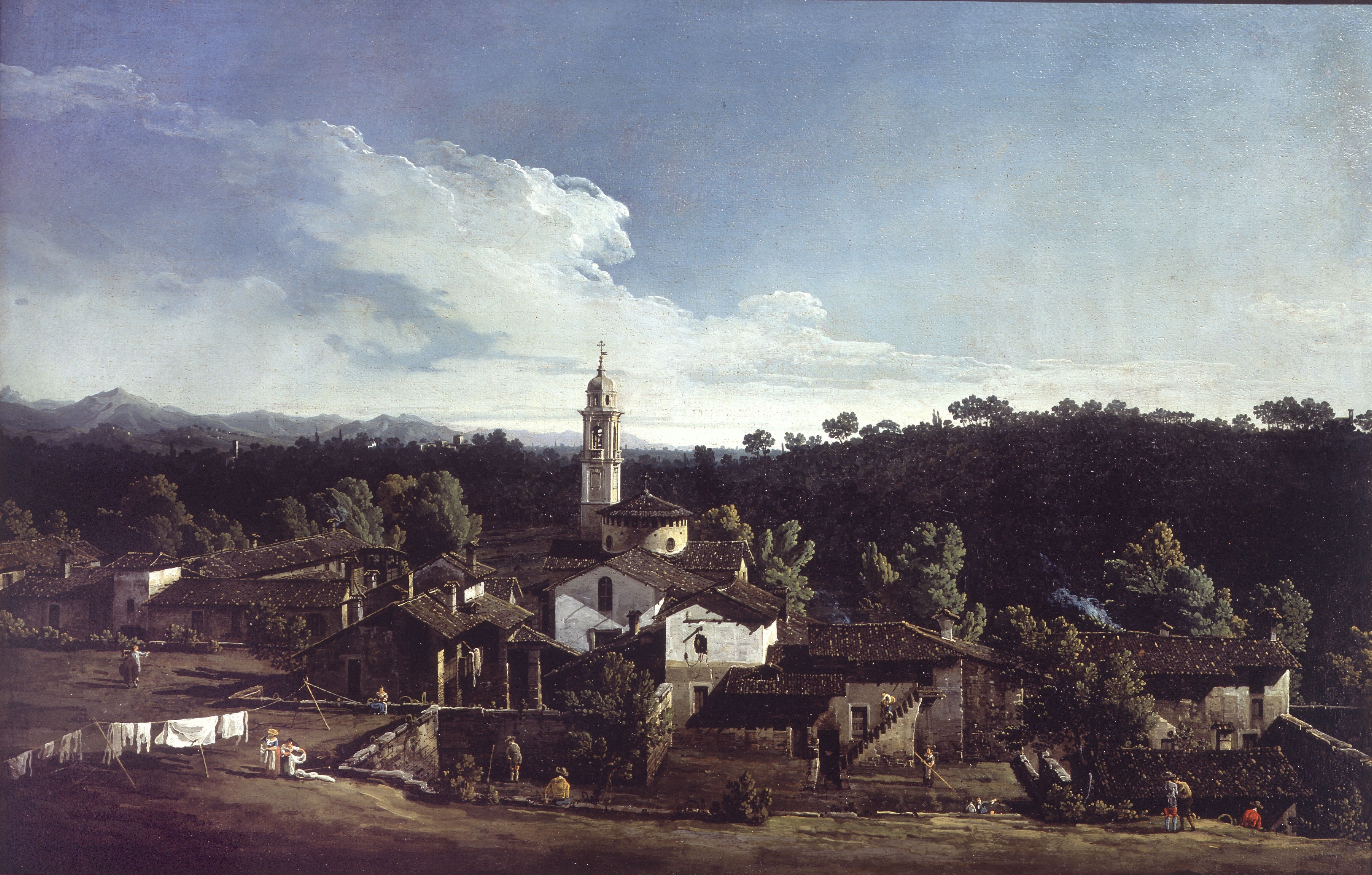
Бернардо Беллотто, «Вид селища Гадзади» біля озера Варезе, 1744
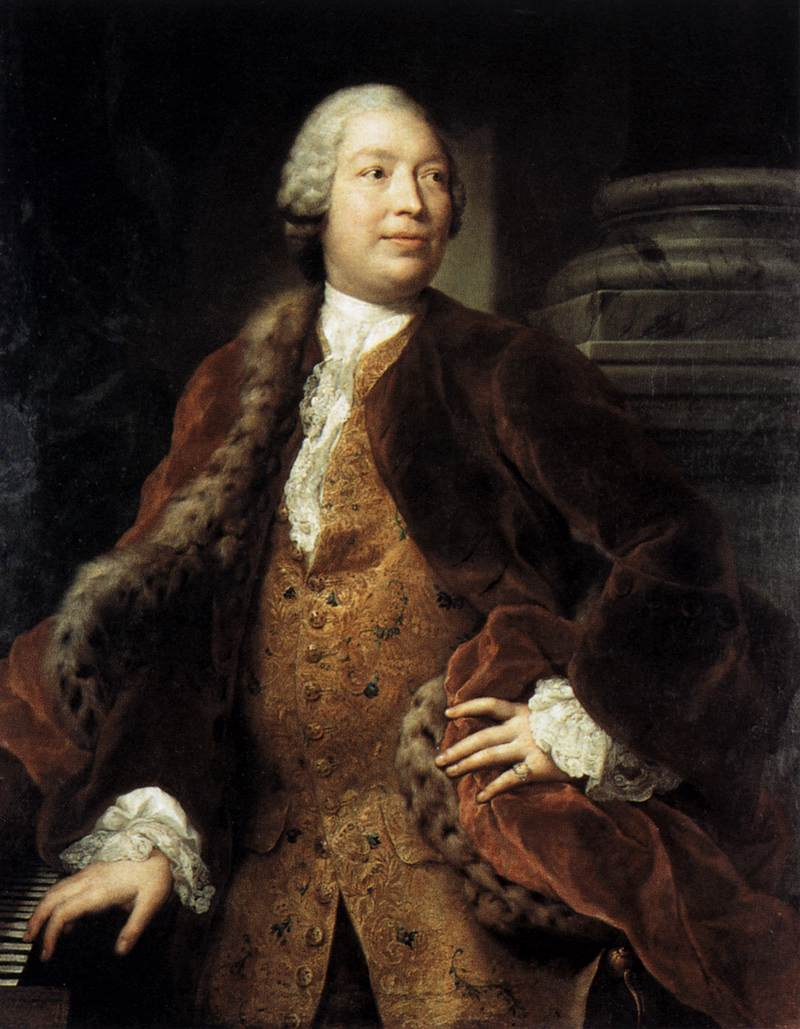
Антон Рафаель Менгс. «Портрет оперного співака Доменіко Аннібальді», 1750
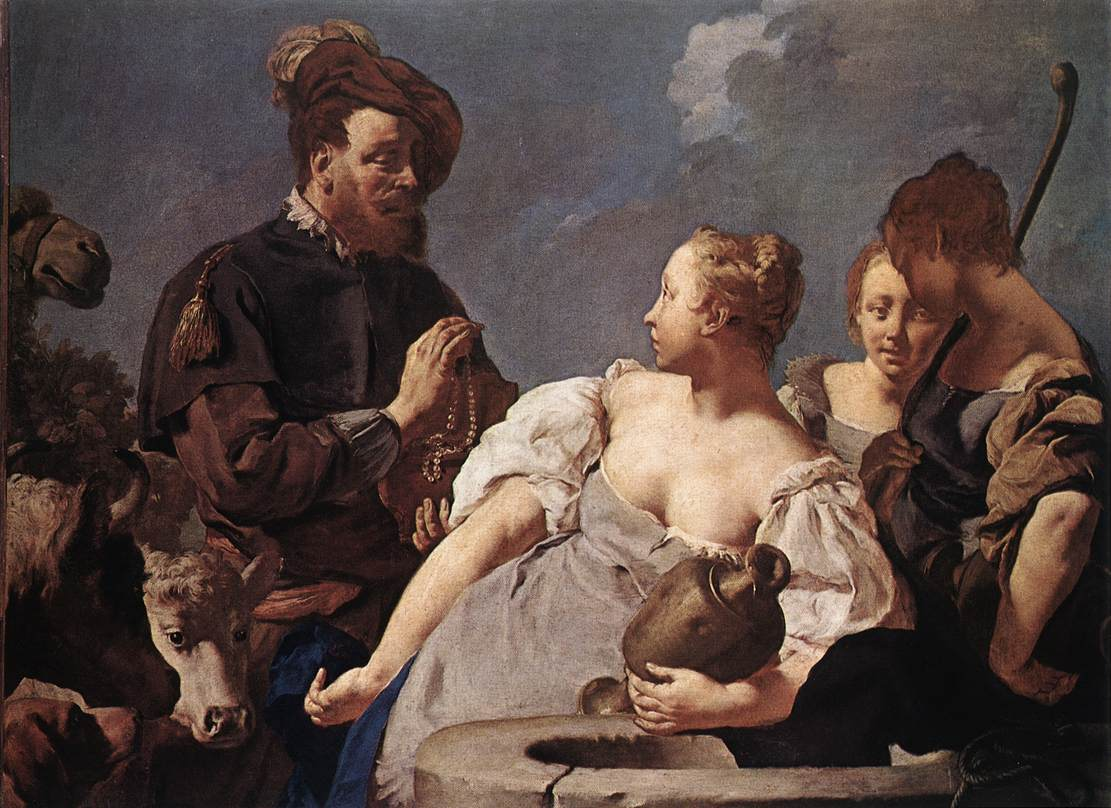
Джованні Баттіста П'яццетта. «Ревекка біля колодязя», 1735–1740
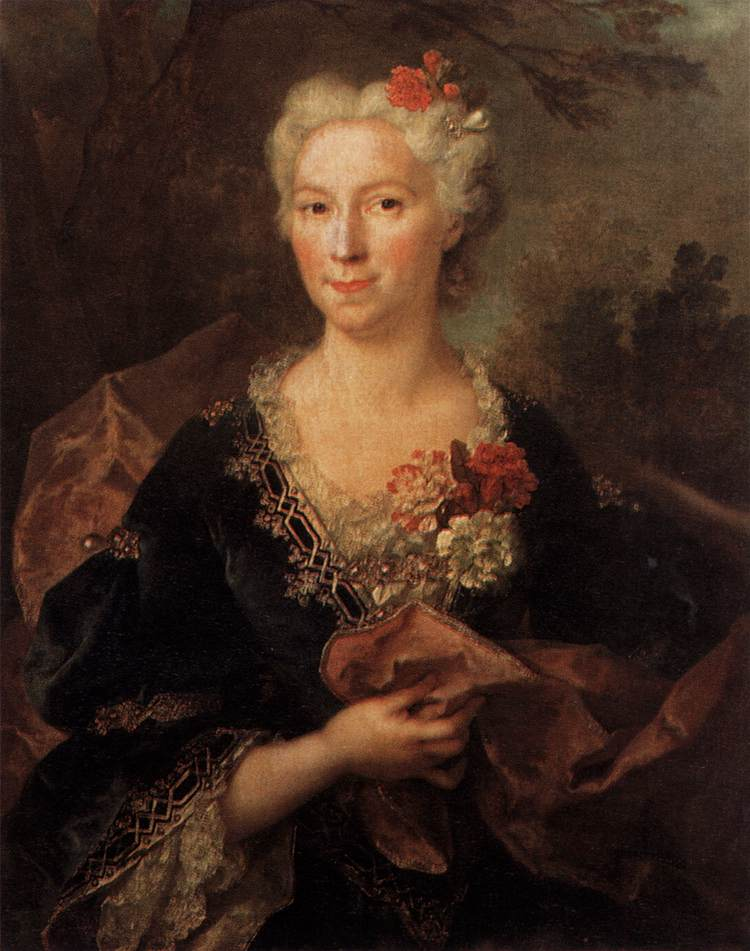
Ніколя де Ларжильєр. «Портрет шляхетної пані з квітами», пер. пол. 18 ст.
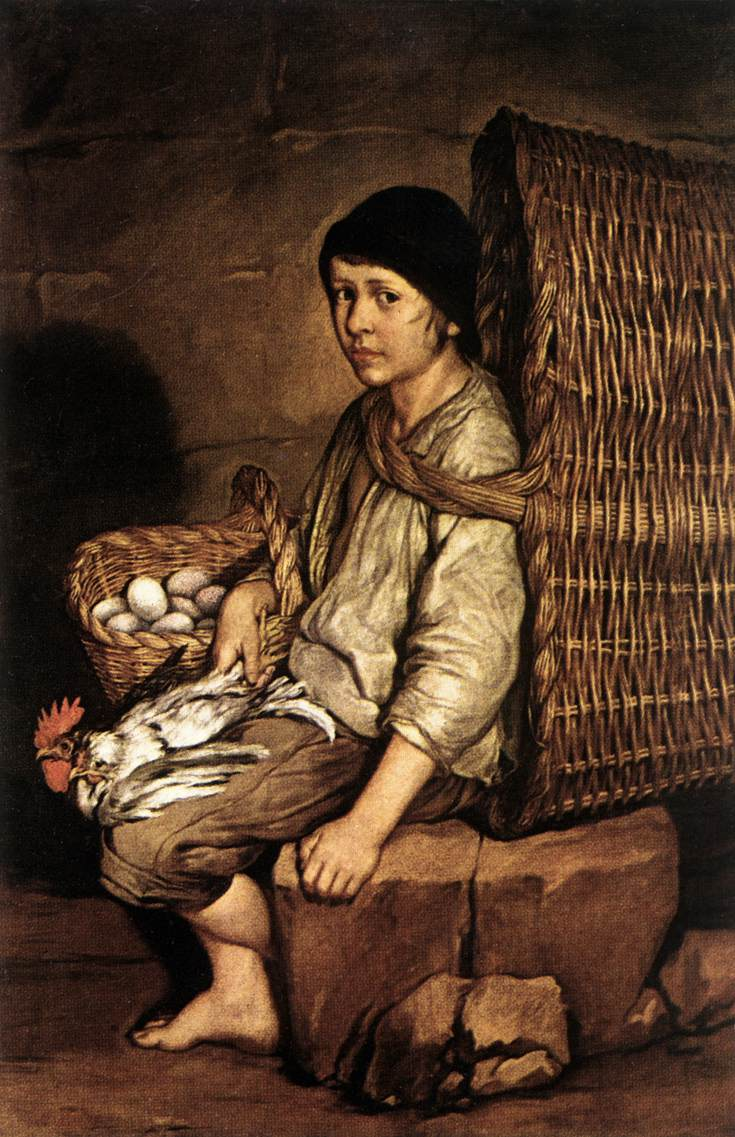
Джакомо Черуті. «Хлопчик з кошиком», 1745

## Мистецтво Італії XIX століття
З вісімнадцятого століття Італія втрачає художню ініціативу в Західній Європі. Ця честь поступово переходить до митців Франції, а Париж надовго стає містом паломництва художників світу, як нещодавно Рим. Якщо художників Франції XIX століття (хоча б двох-трьох) знає кожний, навіть далекий від мистецтва мешканець, то італійця — художника XIX століття знають лише спеціалісти. В залі твори тих, хто має лише місцеве значення.

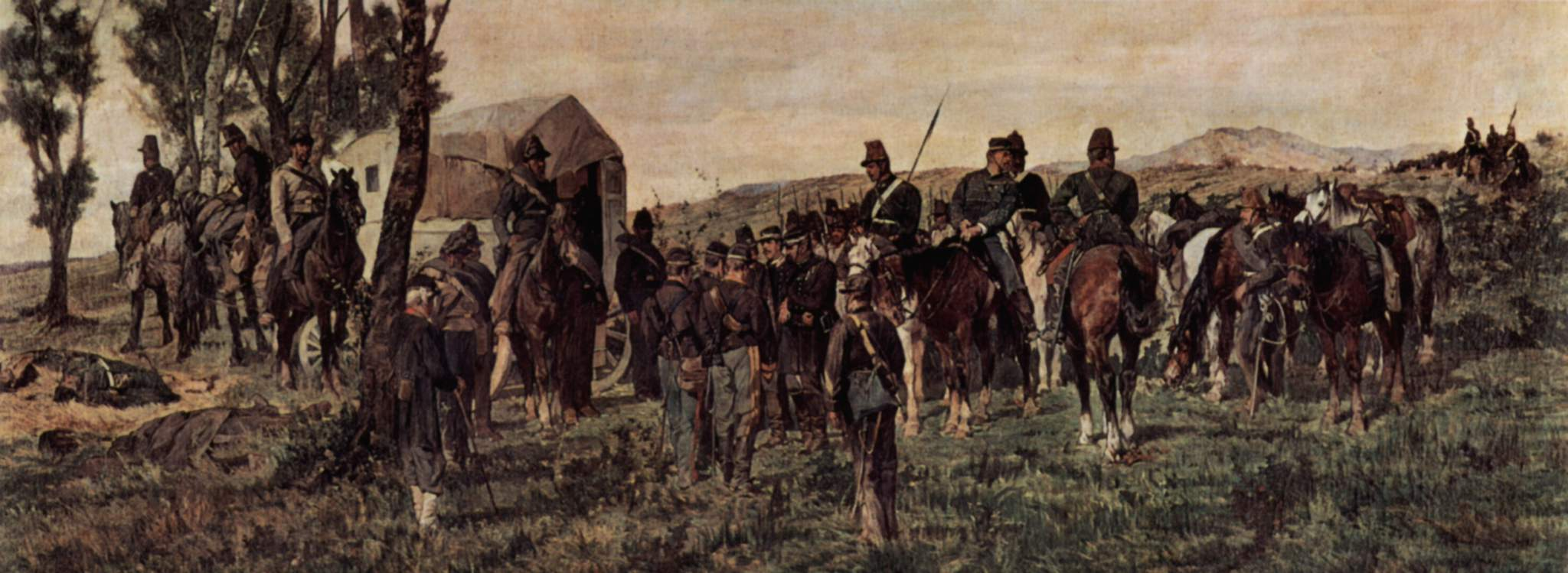
Джованні Фатторі. Повстанці
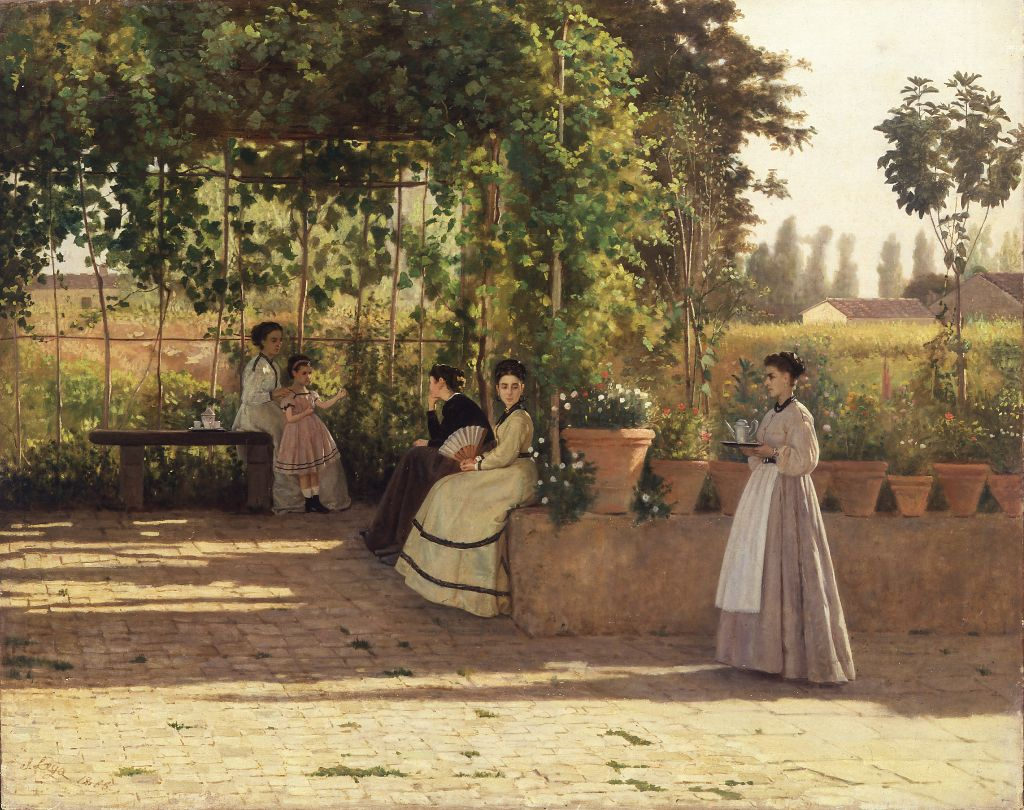
Сільвестро Лега. Час після обіду, 1860
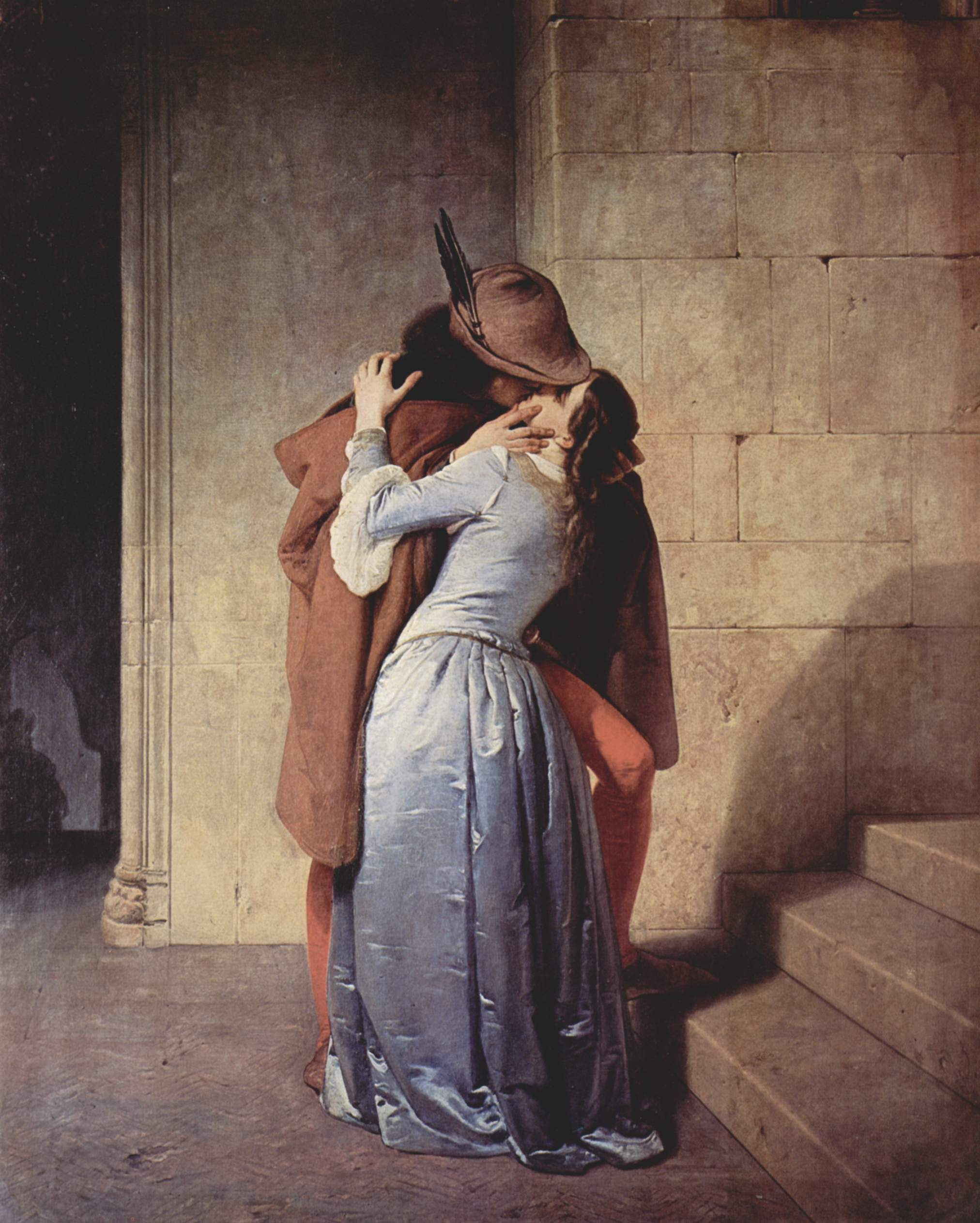
Франческо Аєц. Поцілунок, 1859

## Галерея

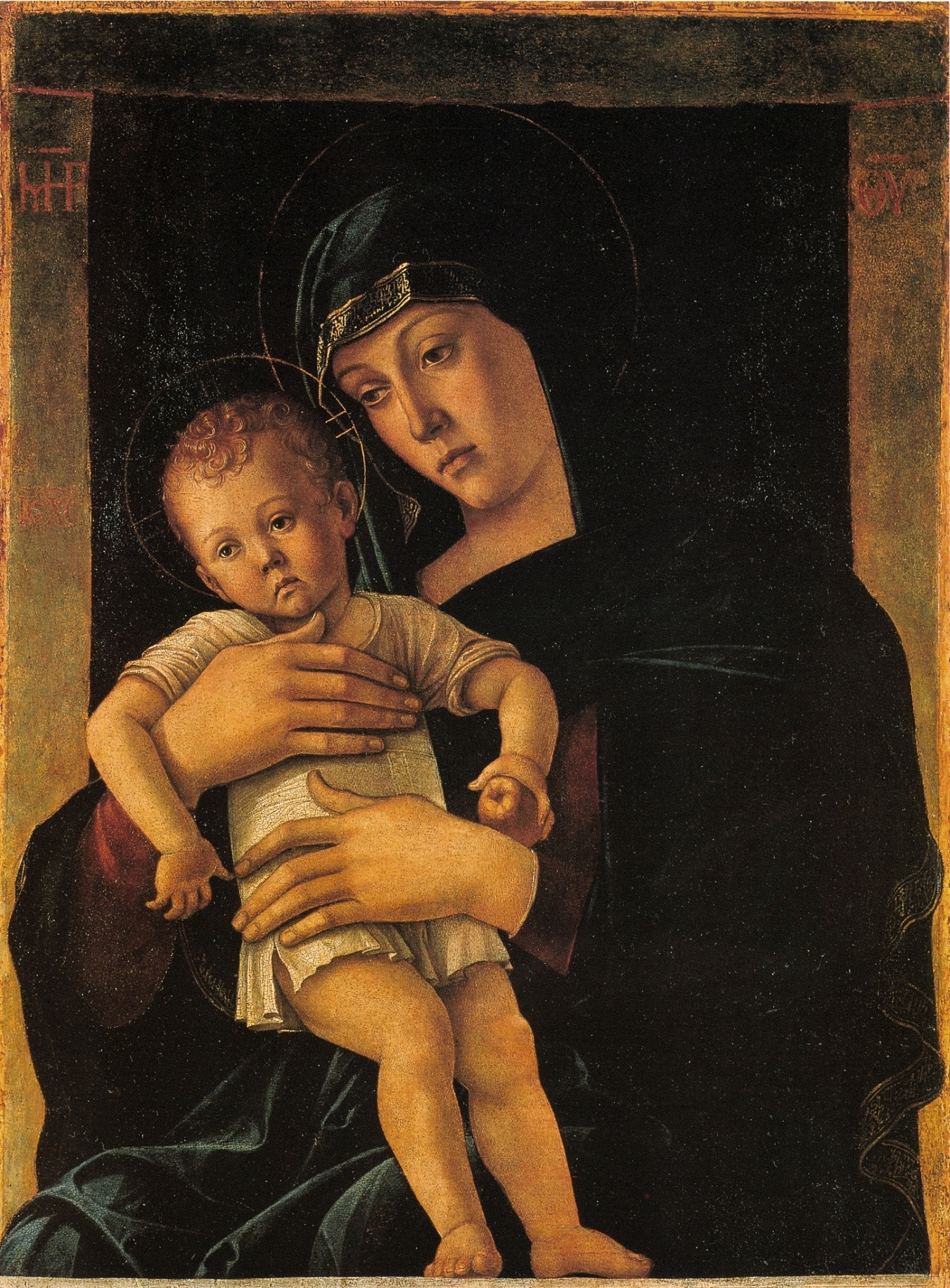
Джованні Белліні. Мадонна з грецьким написом
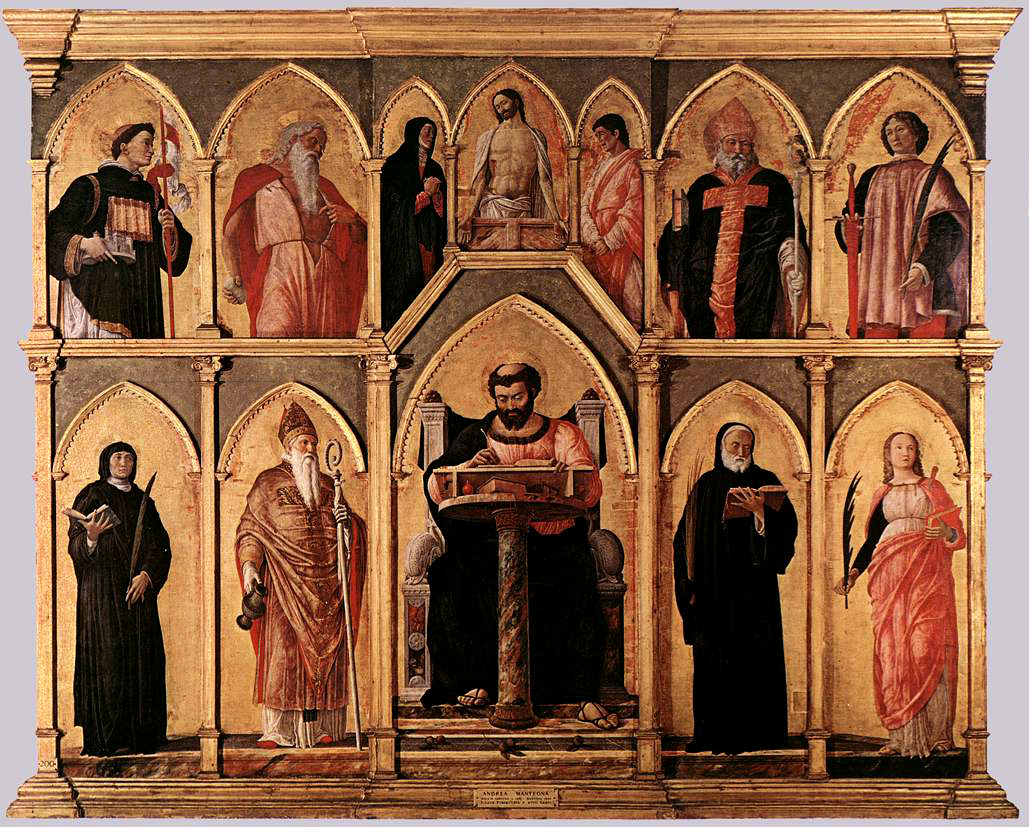
Андреа Мантенья. поліптих св. Луки, 1453, темпера на полотні
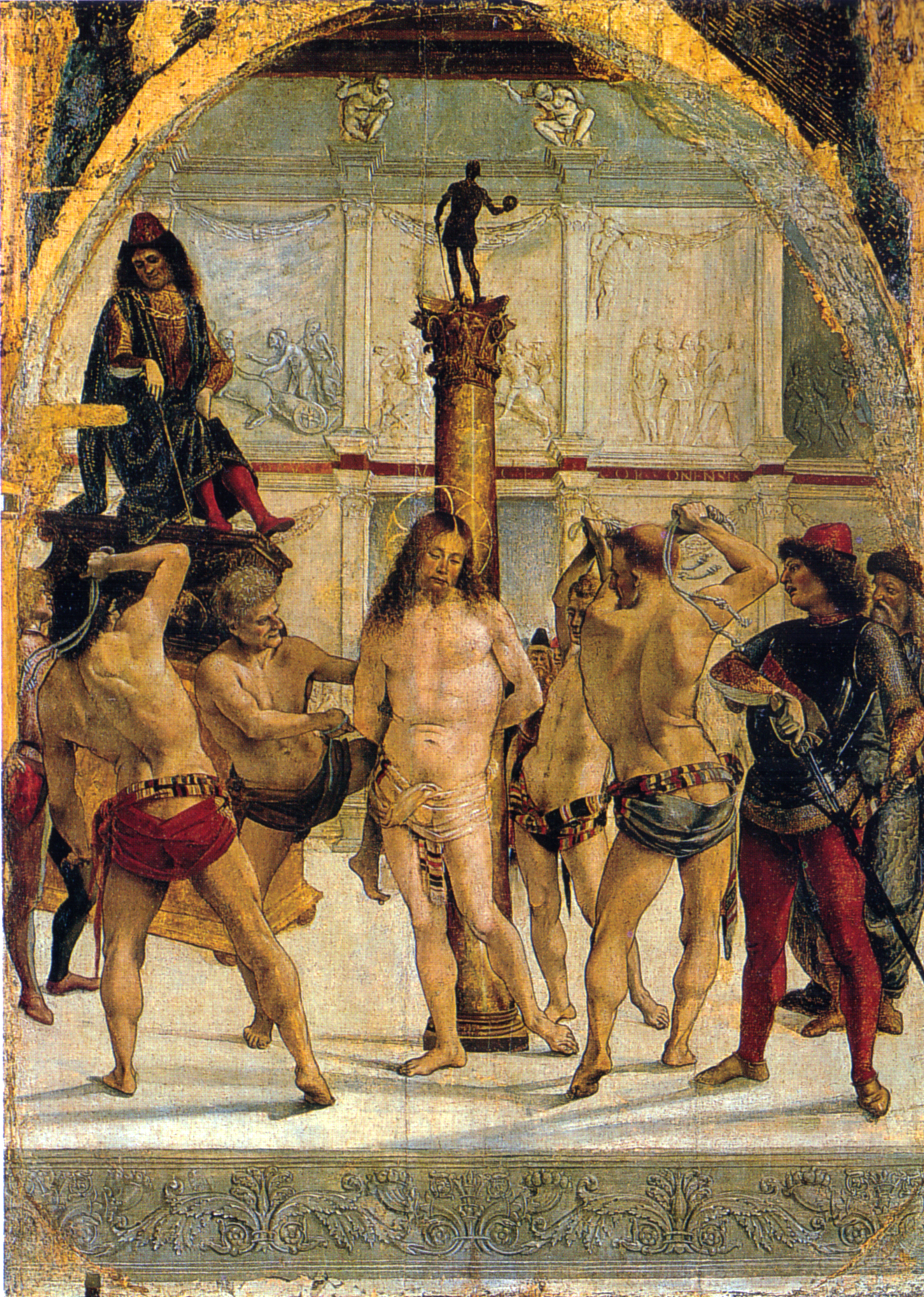
Лука Сіньйореллі. «Побиття Христа біля колони», кінець 15 ст.
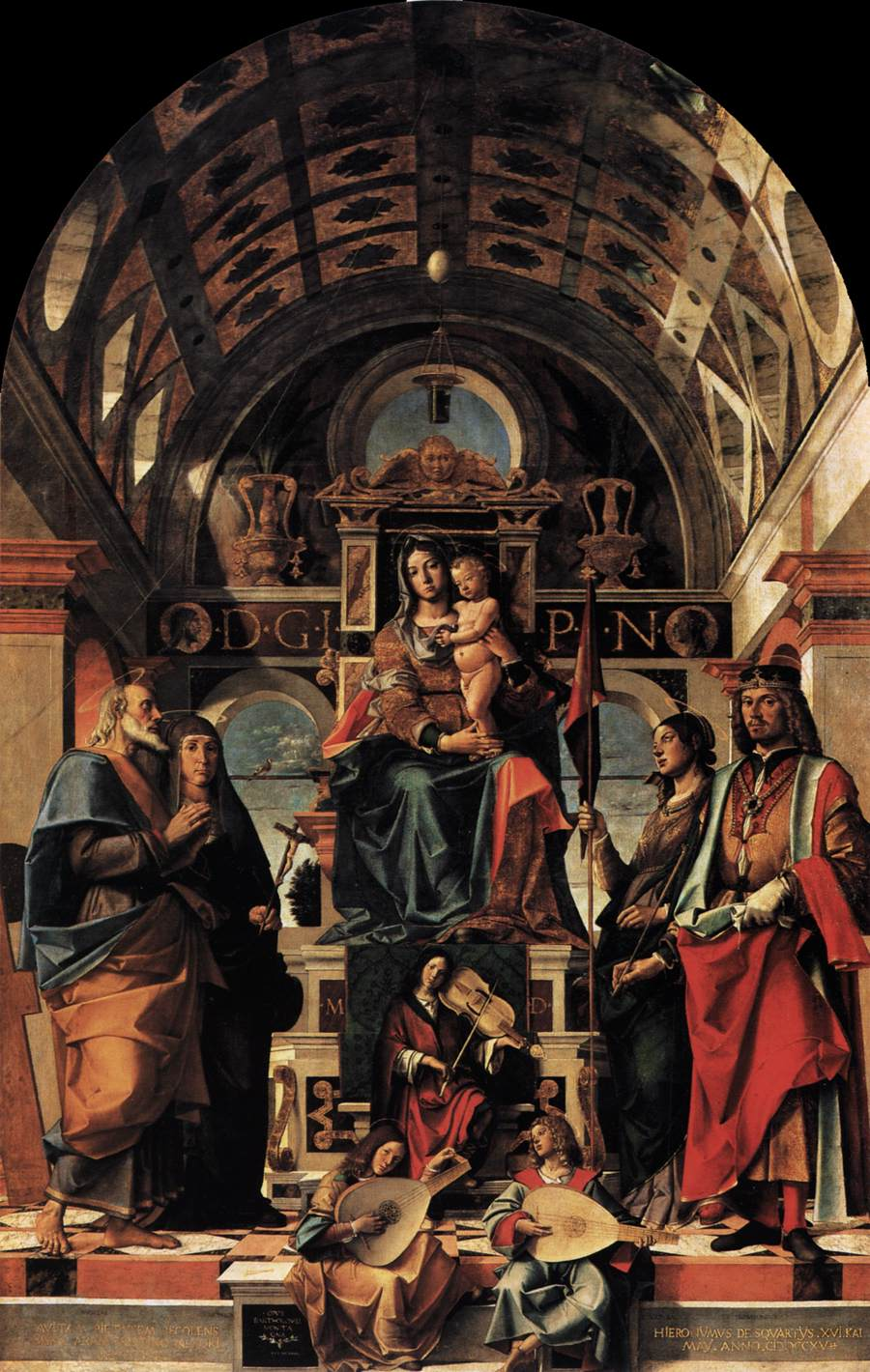
Бартоломео Монтанья. «Мадонна з немовлям і святими», 1498
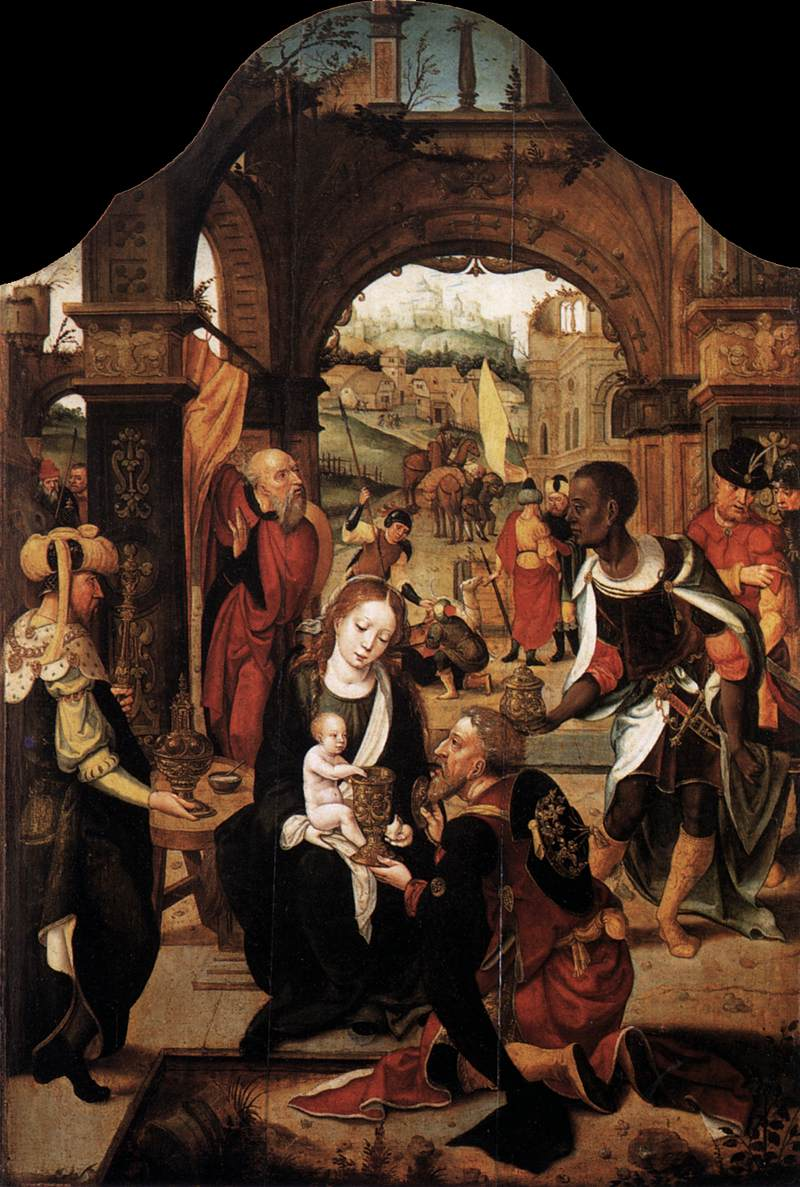
Фламандський анонім XVI ст. «Поклоніння волхвів», бл. 1518
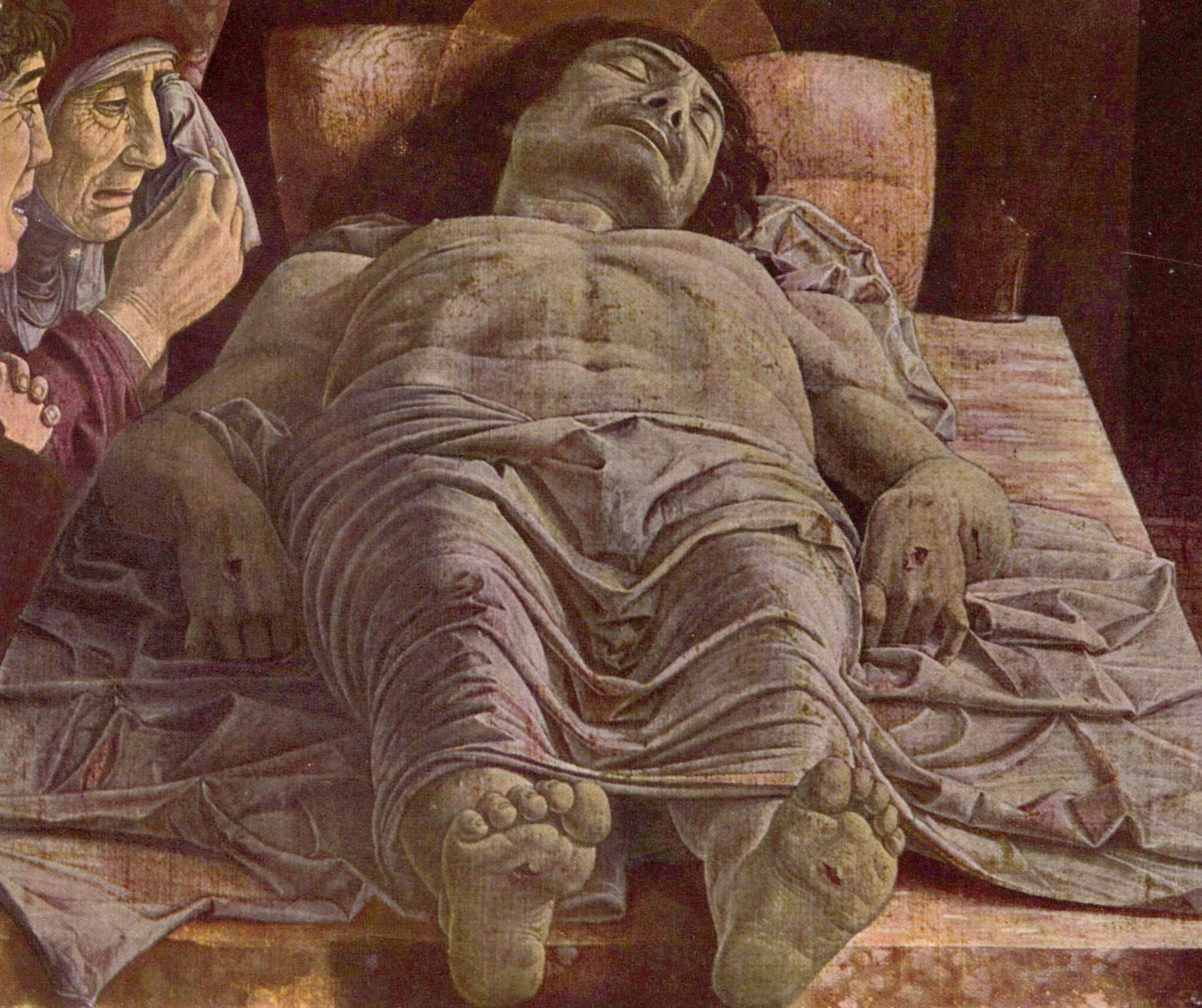
Мантенья, «Мертвий Христос»
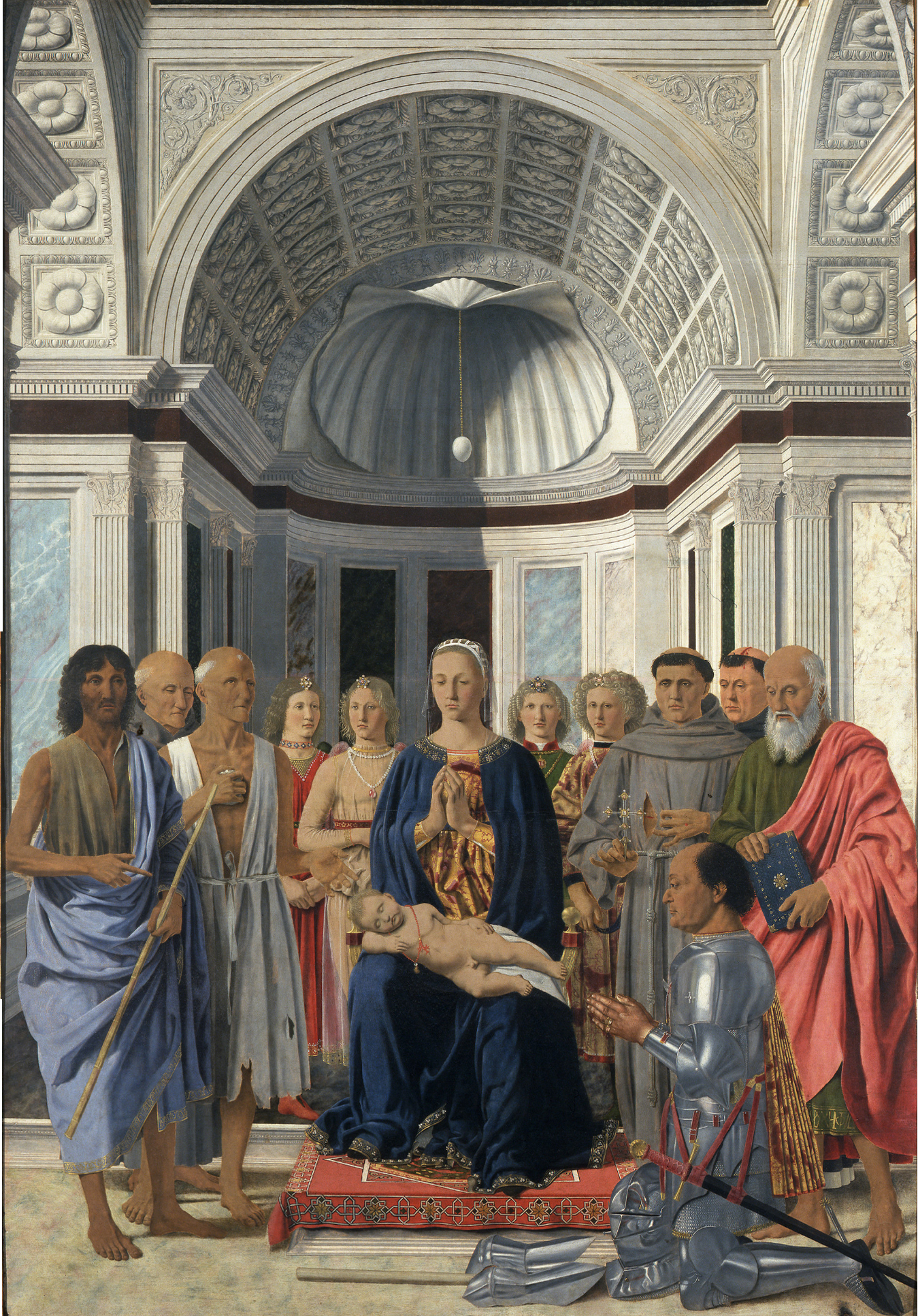
П'єро делла Франческа, «Вівтар Монтефельтро»
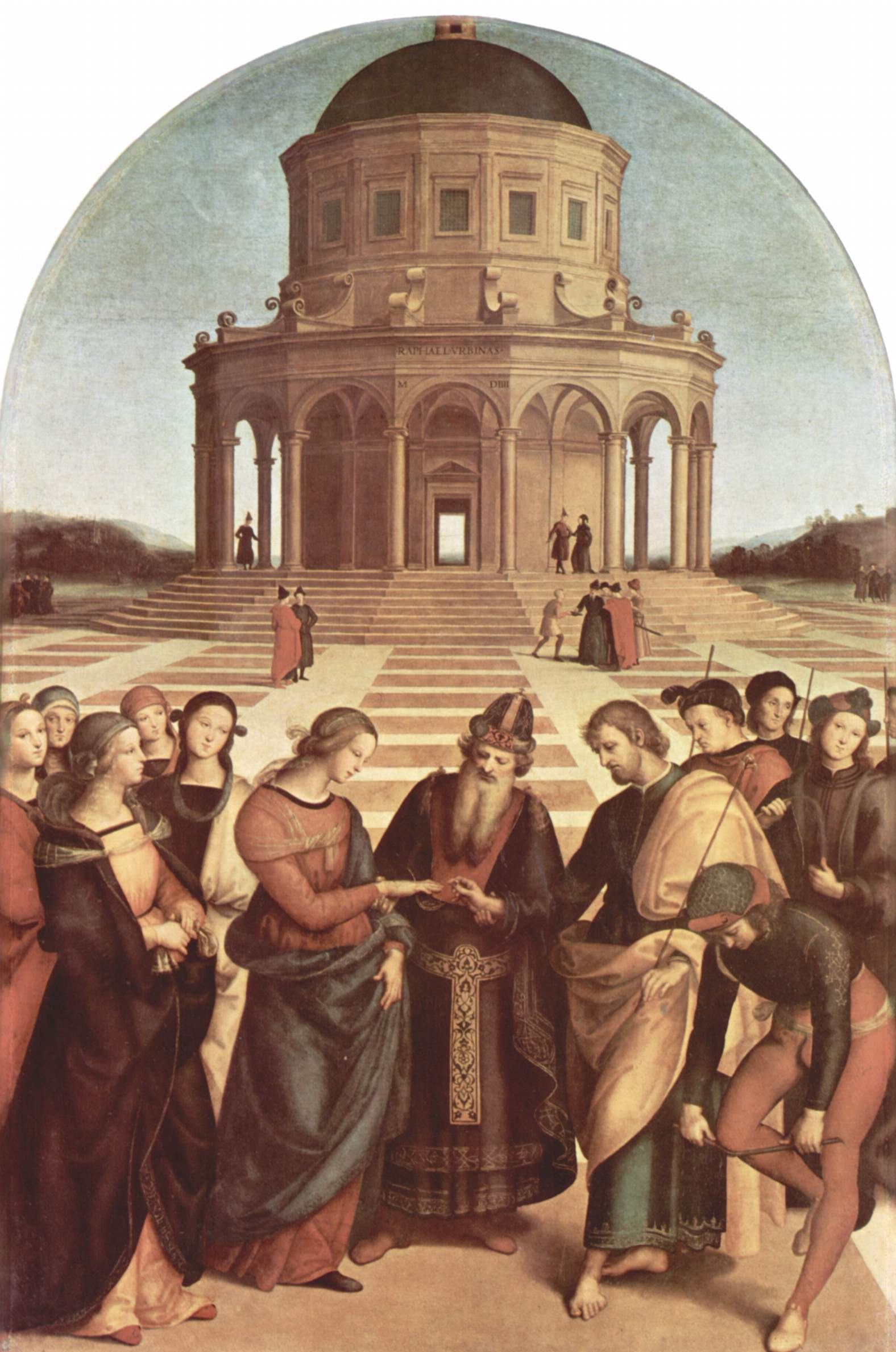
Рафаель, «Заручини Діви Марії»